# Liste der Baudenkmäler in Blankenheim (Ahr)
Die Liste der Baudenkmäler in Blankenheim (Ahr) enthält die denkmalgeschützten Bauwerke auf dem Gebiet der Gemeinde Blankenheim im Kreis Euskirchen in Nordrhein-Westfalen (Stand: 1. Januar 2015). Diese Baudenkmäler sind in der Denkmalliste der Gemeinde Blankenheim eingetragen; Grundlage für die Aufnahme ist das Denkmalschutzgesetz Nordrhein-Westfalen (DSchG NRW).

Denkmäler nach Ortsteilen geordnet: Ahrdorf | Ahrhütte | Alendorf | Blankenheim | Blankenheimerdorf | Dollendorf | Freilingen | Hüngersdorf | Lindweiler | Lommersdorf | Mülheim | Nonnenbach | Reetz | Ripsdorf | Rohr | Uedelhoven | Waldorf 

| Bild | Bezeichnung | Lage | Beschreibung | Bauzeit | Eingetragen seit        | Denkmal- nummer |
| --- | --- | --- | --- | --- | ----------------------- | --------------- |
| Wohnhaus | Wohnhaus | Ahrdorf An der Mühle 4 Karte | Mehrteilige, ehemalige Mühlenanlage mit Obergraben; traufenständiges, zweigeschossiges Wohnhaus; das Erdgeschoss Bruchstein, verputzt; das Obergeschoss Fachwerk. | 1866 | 31.10.1988              | 161             |
| Ehemaliger Bahnhof | Ehemaliger Bahnhof | Ahrdorf Bahnhof Ahrdorf 1 Karte                                                                                                  | Ehemalige Bahnhofsanlage mit Empfangsgebäude, Stellwerk, Stückgutschuppen und Toilettengebäude. | um 1912 | 15.07.1988              | 22              |
| Fringsmühle (ehem. Jakobsmühle)                                                                                             | Fringsmühle (ehem. Jakobsmühle)                                                                                             | Ahrdorf Hubertusstraße 29 Karte                                                                                                  | Großer, traufenständiger, zweigeschossiger, siebenachsiger, verputzter Bruchsteinbau mit schiefergedecktem Krüppelwalmdach. | 1818 | 15.07.1988              | 18              |
| Kriegerdenkmal | Kriegerdenkmal | Ahrdorf Hubertusstraße / Schönebergstraße Karte                                                                                  | Travertinblock auf Bruchsteinsockel; flache Walm-Verdachung mit Eckakroterien, darauf kleine vollrunde Skulptur des hl. Georg. | 1918 | 15.07.1988              | 19              |
| Ahrbrücke | Ahrbrücke | Ahrdorf Hubertusstraße Karte | Flache Bruchstein-Bogenbrücke. | 18./19. Jahrhundert | 31.10.1988              | 159             |
| Wohnhaus | Wohnhaus | Ahrdorf Schönebergstraße 1 Karte                                                                                                 | Giebelständiges, über zur Straße hin nahezu frei stehendem, hohem Keller zweigeschossiges, aus Bruchstein erbautes, verputztes Wohn-Stallhaus mit Fachwerk-Giebelspitze; sog. „Westeifeler-Quereinhaus“. | 1841 | 15.07.1988              | 20              |
| Wohnhaus | Wohnhaus | Ahrdorf Schönebergstraße 5 Karte                                                                                                 | Ehemaliger Winkelhof mit giebelständigem, zweigeschossigem Wohntrakt; das Erdgeschoss Bruchstein, verputzt; das Obergeschoss Fachwerk. | 1870 | 15.07.1988              | 21              |
| Wohnhaus | Wohnhaus | Ahrdorf Schönebergstraße 7 Karte                                                                                                 | Ehemaliger Winkelhof mit giebelständigem, zweigeschossigem Wohntrakt; Bruchstein, verputzt. | 1801 | 31.10.1988              | 162             |
| Wohnhaus | Wohnhaus | Ahrdorf Schönebergstraße 11 Karte                                                                                                | Ehemaliger Winkelhof mit giebelständigem, zweigeschossigem Wohntrakt; das Erdgeschoss Bruchstein, verputzt; das Obergeschoss Fachwerk. | zweite Hälfte 19. Jahrhundert | 15.07.1988              | 23              |
| Kath. Kapelle St. Hubertus                                                                                                  | Kath. Kapelle St. Hubertus                                                                                                  | Ahrdorf Zur Kapelle 10 Karte | Auf dem ummauerten Kirchhof gelegene, dreiachsige, aus Bruchstein errichtete, verputzte Saalkirche mit niedrigerem, gerade geschlossenen Chor und einem verschieferten Dachreiter mit Pyramidendach. | vor 970; Erweiterungen: 11./12. und zweite Hälfte des 12. Jahrhunderts; 1957/58                                                                                   | 15.07.1988              | 17              |
| Wegekreuz | Wegekreuz | Ahrhütte Ahrtal / Steingasse Karte                                                                                               | In neuer Mauer eingebautes, ca. 2 m hohes, aus rotem Sandstein gearbeitetes Wegekreuz. | 1722 | 15.07.1988              | 28              |
| Wegekreuz | Wegekreuz | Ahrhütte Ahrtal (B 258), an der Zufahrt zu Nr. 9 Karte                                                                           | ca. zwei Meter hohes, aus rotem Sandstein gearbeitetes Wegekreuz. | zweite Hälfte 18. Jahrhundert | 15.07.1988              | 27              |
| Stollenhof | Stollenhof | Ahrhütte Ahrtal 9 Karte | Über hohem Sockelgeschoss zweigeschossiger, verputzter Bruchsteinbau, im Kern 16. Jahrhundert | 1549 und 1854 | 15.07.1988              | 29              |
| Wohnhaus | Wohnhaus | Ahrhütte Ahrtal 15 Karte | Traufenständiger, zweigeschossiger, fünfachsiger Bruchsteinbau; ursprünglich Reitmeisterhaus der ehemaligen Eisenhütte. | 1677 | 15.07.1988              | 30              |
| Ahrbrücke | Ahrbrücke | Ahrhütte Am Hammerwerk Karte | Einbogige Bruchsteinbrücke. | Mitte 19. Jahrhundert | 15.07.1988              | 25              |
| Ehemaliger Bahnhof Dollendorf                                                                                               | Ehemaliger Bahnhof Dollendorf                                                                                               | Ahrhütte Burgpützen 4 Karte | Ehemalige Bahnhofsanlage mit Empfangsgebäude, Stückgutschuppen und Toilettengebäude. | vor 1913 (Am 2. Mai 1913 wurde die Ahrtalbahn ihrer Bestimmung übergeben)                                                                                         | 15.07.1988              | 24              |
| Skulptur des hl. Johannes von Nepomuk                                                                                       | Skulptur des hl. Johannes von Nepomuk                                                                                       | Ahrhütte Dollendorfer Str. / Neue Ahrbrücke Karte                                                                                | ca. einen Meter hohe, aus rotem Sandstein vollrund gearbeitete Skulptur des hl. Johannes von Nepomuk. 1955 Wiederaufstellung auf der nach Kriegszerstörung erneuerten Ahrbrücke. | 18. Jahrhundert | 18.05.1987              | 3               |
| Dollendorfer Mühle | Dollendorfer Mühle | Ahrhütte Dollendorfer Straße 2 Karte                                                                                             | ehemalige Ölmühle; Zweigeschossiges Bruchsteingebäude mit kleinem Pultdachanbau zur Bachseite. Nach Umnutzung Gastwirtschaft und Wohnhaus. | erste Hälfte 19. Jahrhundert | 15.07.1988              | 33              |
| Ehemalige Schule | Ehemalige Schule | Ahrhütte Dollendorfer Straße 6 Karte                                                                                             | Zweigeschossiger Bruchsteinbau mit niedrigerem Anbau; ursprünglich ein großer Klassenraum im Erdgeschoss und Lehrerwohnung im Obergeschoss. | Das Schulgebäude wurde 1910/11 erbaut. | 15.07.1988              | 26              |
| Wohnhaus | Wohnhaus | Ahrhütte Hüttenstraße 15 Karte                                                                                                   | Traufenständiges, aus Bruchstein errichtetes, verputztes Wohn-Stallhaus mit rückwärtig rechtwinklig anschließender Scheune. | 1868 | 15.07.1988              | 31              |
| Wohnhaus | Wohnhaus | Ahrhütte Hüttenstraße 26 Karte                                                                                                   | Bruchstein-Winkelhofanlge mit traufenständigem, zweigeschossigem Wohnhaus, rechts anschließendem Stallteil und rückwärtiger Scheune. | 1829 | 15.07.1988              | 32              |
| Schutzengelkapelle | Schutzengelkapelle | Ahrhütte Mühlenberg (Verlängerung) Karte                                                                                         | Kleiner, verputzter, halbrund geschlossener Bruchsteinbau. | 1839 | 10.11.1987              | 16              |
| Wegekreuz | Wegekreuz | Ahrhütte Mühlenberg (Verlängerung) Karte                                                                                         | Ca. 1,80 Meter hohes, aus rotem Sandstein gearbeitetes Wegekreuz mit pilasterflankierter, flacher Halbrundnische (= ehemaliges Prozessionskreuz). | erste Hälfte 19. Jahrhundert | 15.07.1988              | 34              |
| weitere Bilder | Ehemalige kath. Pfarrkirche St. Agatha, jetzt Friedhofskapelle                                                              | Alendorf Alendorfstraße Karte | Auf einer Anhöhe nördlich der Ortslage auf dem ummauerten, alten Kirchhof gelegene, geostete, aus Bruchstein erbaute, vierachsige Saalkirche mit kreuzgratgewölbtem, dreiseitig geschlossenem Chor und vorgelagertem Westturm. | 1494 | 15.07.1988              | 37              |
| weitere Bilder | Kreuzweg; Station 1 | Alendorf Gemarkung Alendorf, Flur 2, Flurstück 67, 59 und 61 sowie Flur 5, Flurstück 12 Karte                                    | Kreuzweg von der ehemaligen katholischen Pfarrkirche St. Agatha zur abgängigen, 1663 an der Stelle des heutigen Schlußkreuzes errichteten Kapelle auf dem Kalvarienberg. Erste Station: „Jesus wird zum Tode verurteilt“. Ursprünglich: Querrechteckige Reliefplatte auf schlankem, obeliskartigem Schaft mit ausladendem Sockel; roter Sandstein. Sockel und Reliefplatte nachträglich an die nördliche Stützmauer der heutigen Friedhofskapelle -, Schaft auf den neuen Friedhof transloziert und mit einem jüngeren Kreuzaufsatz zum Friedhofskreuz umfunktioniert. | um 1700 | 15.07.1988              | 38              |
| weitere Bilder | Kreuzweg; Station 2 | Alendorf Gemarkung Alendorf, Flur 2, Flurstück 67, 59 und 61 sowie Flur 5, Flurstück 12; Am Zugang zum ehemaligen Kirchhof Karte | Kreuzweg von der ehemaligen katholischen Pfarrkirche St. Agatha zur abgängigen, 1663 an der Stelle des heutigen Schlußkreuzes errichteten Kapelle auf dem Kalvarienberg. Zweite Station: „Jesus nimmt das Kreuz auf seine Schultern“. Querrechteckige Reliefplatte auf schlankem, obeliskartigem Schaft; roter Sandstein. | um 1700 | 15.07.1988              | 38              |
| weitere Bilder | Kreuzweg; Station 3 | Alendorf Gemarkung Alendorf, Flur 2, Flurstück 67, 59 und 61 sowie Flur 5, Flurstück 12 Karte                                    | Kreuzweg von der ehemaligen katholischen Pfarrkirche St. Agatha zur abgängigen, 1663 an der Stelle des heutigen Schlußkreuzes errichteten Kapelle auf dem Kalvarienberg. Dritte Station: „Jesus fällt zum ersten Mal unter dem Kreuz“. Querrechteckige Reliefplatte auf schlankem, obeliskartigem Schaft; roter Sandstein. | um 1700 | 15.07.1988              | 38              |
| Kreuzweg; Station 4 | Kreuzweg; Station 4 | Alendorf Gemarkung Alendorf, Flur 2, Flurstück 67, 59 und 61 sowie Flur 5, Flurstück 12 Karte                                    | Kreuzweg von der ehemaligen katholischen Pfarrkirche St. Agatha zur abgängigen, 1663 an der Stelle des heutigen Schlußkreuzes errichteten Kapelle auf dem Kalvarienberg. Vierte Station: „Jesus begegnet seiner Mutter“. Ca. zwei Meter hoher Aufbau mit flacher Figurennische; Reliefplatte erneuert; roter Sandstein. | 19. Jahrhundert | 15.07.1988              | 38              |
| Kreuzweg; Station 5 | Kreuzweg; Station 5 | Alendorf Gemarkung Alendorf, Flur 2, Flurstück 67, 59 und 61 sowie Flur 5, Flurstück 12 Karte                                    | Kreuzweg von der ehemaligen katholischen Pfarrkirche St. Agatha zur abgängigen, 1663 an der Stelle des heutigen Schlußkreuzes errichteten Kapelle auf dem Kalvarienberg. Fünfte Station: „Simon von Cyrene hilft Jesus das Kreuz tragen“. Ca. zwei Meter hoher Aufbau mit flachem Relieffeld; roter Sandstein. | 19. Jahrhundert | 15.07.1988              | 38              |
| Kreuzweg; Station 6 | Kreuzweg; Station 6 | Alendorf Gemarkung Alendorf, Flur 2, Flurstück 67, 59 und 61 sowie Flur 5, Flurstück 12 Karte                                    | Kreuzweg von der ehemaligen katholischen Pfarrkirche St. Agatha zur abgängigen, 1663 an der Stelle des heutigen Schlußkreuzes errichteten Kapelle auf dem Kalvarienberg. Sechste Station: „Veronika reicht Jesus das Schweißtuch“. Ca. 2,50 Meter hoher Aufbau mit flacher Figurennische; roter Sandstein. | 1680 | 15.07.1988              | 38              |
| Kreuzweg; Station 7 | Kreuzweg; Station 7 | Alendorf Gemarkung Alendorf, Flur 2, Flurstück 67, 59 und 61 sowie Flur 5, Flurstück 12 Karte                                    | Kreuzweg von der ehemaligen katholischen Pfarrkirche St. Agatha zur abgängigen, 1663 an der Stelle des heutigen Schlußkreuzes errichteten Kapelle auf dem Kalvarienberg. Siebte Station: „Jesus fällt zum zweiten Mal unter dem Kreuz“. Ca. 2,20 Meter hoher Aufbau mit flacher Figurennische; Reliefplatte erneuert; roter Sandstein. | 1780 | 15.07.1988              | 38              |
| Kreuzweg; Station 8 | Kreuzweg; Station 8 | Alendorf Gemarkung Alendorf, Flur 2, Flurstück 67, 59 und 61 sowie Flur 5, Flurstück 12 Karte                                    | Kreuzweg von der ehemaligen katholischen Pfarrkirche St. Agatha zur abgängigen, 1663 an der Stelle des heutigen Schlußkreuzes errichteten Kapelle auf dem Kalvarienberg. Achte Station: „Jesus begegnet den weinenden Frauen“. Ca. zwei Meter hoher Aufbau mit flacher Figurennische; Reliefplatte erneuert; roter Sandstein. | 19. Jahrhundert | 15.07.1988              | 38              |
| Kreuzweg; Station 9 | Kreuzweg; Station 9 | Alendorf Gemarkung Alendorf, Flur 2, Flurstück 67, 59 und 61 sowie Flur 5, Flurstück 12 Karte                                    | Kreuzweg von der ehemaligen katholischen Pfarrkirche St. Agatha zur abgängigen, 1663 an der Stelle des heutigen Schlußkreuzes errichteten Kapelle auf dem Kalvarienberg. Neunte Station: „Jesus fällt zum dritten Mal unter dem Kreuz“. Ca. 1,80 Meter hoher Aufbau mit flachem Relieffeld; roter Sandstein. | 19. Jahrhundert | 15.07.1988              | 38              |
| Kreuzweg; Station 10 | Kreuzweg; Station 10 | Alendorf Gemarkung Alendorf, Flur 2, Flurstück 67, 59 und 61 sowie Flur 5, Flurstück 12 Karte                                    | Kreuzweg von der ehemaligen katholischen Pfarrkirche St. Agatha zur abgängigen, 1663 an der Stelle des heutigen Schlußkreuzes errichteten Kapelle auf dem Kalvarienberg. Zehnte Station: „Jesus wird seiner Kleider beraubt“. Ca. 1,80 Meter hoher Aufbau mit flacher Figurennische; Reliefplatte erneuert; roter Sandstein. | 19. Jahrhundert | 15.07.1988              | 38              |
| Kreuzweg; Station 11 | Kreuzweg; Station 11 | Alendorf Gemarkung Alendorf, Flur 2, Flurstück 67, 59 und 61 sowie Flur 5, Flurstück 12 Karte                                    | Kreuzweg von der ehemaligen katholischen Pfarrkirche St. Agatha zur abgängigen, 1663 an der Stelle des heutigen Schlußkreuzes errichteten Kapelle auf dem Kalvarienberg. Elfte Station: „Jesus wird an das Kreuz genagelt“. Ca. 1,80 Meter hoher Aufbau mit flacher Figurennische; Reliefplatte erneuert; roter Sandstein. | 19. Jahrhundert | 15.07.1988              | 38              |
| Kreuzweg; Station 12 | Kreuzweg; Station 12 | Alendorf Gemarkung Alendorf, Flur 2, Flurstück 67, 59 und 61 sowie Flur 5, Flurstück 12 Karte                                    | Kreuzweg von der ehemaligen katholischen Pfarrkirche St. Agatha zur abgängigen, 1663 an der Stelle des heutigen Schlußkreuzes errichteten Kapelle auf dem Kalvarienberg. Zwölfte Station (= Schlußkreuz): „Jesus stirbt am Kreuz“. Ca. 2,80 Meter hoher Kreuzesaufbau mit ca. ein Meter hohem Kruzifixus im Hochrelief; roter Sandstein. | 1675 | 15.07.1988              | 38              |
| Kreuzweg; Station 13 | Kreuzweg; Station 13 | Alendorf Gemarkung Alendorf, Flur 2, Flurstück 67, 59 und 61 sowie Flur 5, Flurstück 12 Karte                                    | Kreuzweg von der ehemaligen katholischen Pfarrkirche St. Agatha zur abgängigen, 1663 an der Stelle des heutigen Schlußkreuzes errichteten Kapelle auf dem Kalvarienberg. Dreizehnte Station: „Jesus wird vom Kreuz abgenommen“. Ca. 1,80 Meter hoher Aufbau mit flacher Figurennische; Reliefplatte erneuert; roter Sandstein. | 19. Jahrhundert | 15.07.1988              | 38              |
| Kreuzweg; Station 14 | Kreuzweg; Station 14 | Alendorf Gemarkung Alendorf, Flur 2, Flurstück 67, 59 und 61 sowie Flur 5, Flurstück 12 Karte                                    | Kreuzweg von der ehemaligen katholischen Pfarrkirche St. Agatha zur abgängigen, 1663 an der Stelle des heutigen Schlußkreuzes errichteten Kapelle auf dem Kalvarienberg. Vierzehnte Station: „Der Leichnam Jesu wird ins Grab gelegt“. Ca. zwei Meter hoher Aufbau mit flacher Figurennische; Reliefplatte erneuert; roter Sandstein. | 19. Jahrhundert | 15.07.1988              | 38              |
| Hofanlage | Hofanlage | Alendorf Alendorfstraße 13 Karte                                                                                                 | Kleine, ehemalige, mehrteilige Bruchstein-Hofanlage. | 1834 | 15.07.1988              | 36              |
| Wegekreuz | Wegekreuz | Alendorf Alendorfstraße / Wiesbaumer Straße Karte                                                                                | Ca. 1,50 Meter hoher Kreuzesaufbau aus rotem Sandstein mit jüngerem, gusseisernem Kruzifixus. | 1770 | 15.07.1988              | 35              |
| weitere Bilder | Georgstor | Blankenheim Ahrstraße 21 Karte                                                                                                   | Zweigeschossige Stadttoranlage, Rest der barocken Stadterweiterung; Bruchstein, feldseitig rundbogige Durchfahrt, darüber Nische mit vollrunder Skulptur des Hl. Georg; stadtseitig das Obergeschoss Fachwerk; jüngerer Fußgängerdurchgang; zugehörig die nordwestlich anschließende Stützmauer. | um 1672 | 15.07.1988 + 31.10.1988 | 52 + 169        |
| Eingangssituation | Eingangssituation | Blankenheim Ahrstraße 30 Karte                                                                                                   | Eingang mit doppelflügeliger Pfeilertür in profilierter Werksteinrahmung. | Anfang 19. Jahrhundert | 15.07.1988              | 44              |
| Wohnhaus | Wohnhaus | Blankenheim Ahrstraße 35 Karte                                                                                                   | Traufenständiges, zweigeschossiges Wohnhaus; Erdgeschoss Bruchstein verputzt, Obergeschoss Fachwerk. | 1674 mit jüngeren Veränderungen | 18.05.1985              | 2               |
| Wohnhaus | Wohnhaus | Blankenheim Ahrstraße 41 Karte                                                                                                   | Repräsentativer, traufenständiger, zweigeschossiger, fünfachsiger, verputzter Bruchsteinbau in städtebaulich bedeutender Lage. | erste Hälfte 19. Jahrhundert | 15.07.1988              | 45              |
| Wohnhaus und Wirtschaftsgebäude                                                                                             | Wohnhaus und Wirtschaftsgebäude                                                                                             | Blankenheim Ahrstraße 48 Karte                                                                                                   | Traufenständiges, zweigeschossiges, fünfachsiges Bruchstein-Wohnhaus mit rechts anschließendem Wirtschaftstrakt. | im Kern 17. Jahrhundert, Veränderungen im 18./19. Jahrhundert | 31.10.1988              | 163             |
| Wohn- und Geschäftshaus | Wohn- und Geschäftshaus | Blankenheim Ahrstraße 49 Karte                                                                                                   | Traufenständiges, zweigeschossiges an der massiven Fassade im Erdgeschoss drei-, im Obergeschoss fünfachsiges Gebäude; die rückwärtige Traufwand im sichtbaren Teil des Obergeschosses -, wie der rechte Giebel, Fachwerk. | 18. Jahrhundert; mit modernen Veränderungen | 15.11.2001              | 197             |
| Wohnhaus | Wohnhaus | Blankenheim Ahrstraße 50 Karte                                                                                                   | Repräsentatives, traufenständiges, zweigeschossiges, siebenachsiges, verputztes Bruchsteingebäude mit dem Eingang in der Mittelachse. | 1738 | 31.10.1988              | 172             |
| Wohnhaus | Wohnhaus | Blankenheim Ahrstraße 52 Karte                                                                                                   | Traufenständiger, zweigeschossiger, ehemals siebenachsiger, verputzter Bruchsteinbau mit aufwändig gestaltetem, spätbarockem Portal. | Ende 18. Jahrhundert; mit modernen Veränderungen. | 15.07.1988              | 46              |
| Fachwerkgiebel | Fachwerkgiebel | Blankenheim Ahrstraße 53 Karte                                                                                                   | Aufwändige, dekorative Fachwerkkonstruktion im Ober- und Dachgeschoss des rechten Giebels. | 17. Jahrhundert | 31.10.1991              | 175 b           |
| Kreismuseum | Kreismuseum | Blankenheim Ahrstraße 55–57 Karte                                                                                                | Ursprünglich zwei traufenständige, zweigeschossige, jeweils fünfachsige Wohngebäude (Nr. 57 früher: Hotel zur Post); die Erdgeschosse massiv, die Obergeschosse Fachwerk. 1983 zur Museumsnutzung komplett durchgebaut. | Erste Hälfte 18. Jahrhundert; verändert erste Hälfte 19. und 20. Jahrhundert                                                                                      | 15.07.1988              | 47 + 170        |
| Humperdinckhaus | Humperdinckhaus | Blankenheim Ahrstraße 67 Karte                                                                                                   | Repräsentatives, traufenständiges, zweigeschossiges, fünfachsiges, verputztes Bruchsteingebäude. Heutige Nutzung: Gemeindebücherei | um 1840 | 15.07.1988              | 48              |
| weitere Bilder | Hirtenturm einschl. Wappenstein an der Feldseite und Zisterne                                                               | Blankenheim Am Hirtenturm Karte                                                                                                  | Dreigeschossiger Bruchstein-Torbau mit spitzbogiger Durchfahrt; stadtseitig Abgang zur Zisterne. | um 1500; Zisterne 1549 | 18.05.1987              | 4               |
| Stadtmauer | Stadtmauer | Blankenheim Am Hirtenturm Karte                                                                                                  | Vom Hirtentor ausgehend, am Hang (hinter den Grundstücken: Am Hirtenturm 3, 5, 7, 9 und 11 sowie Zuckerberg 10 und 8) in östlicher Richtung zum West-Eckturm der Burg verlaufende, teilweise ein bis zwei Meter hohe Bruchstein-Mauerreste der mittelalterlichen Stadtmauer. | | 15.07.1988              | 65 + 66         |
| Wohnhaus | Wohnhaus | Blankenheim Am Hirtenturm 2 Karte                                                                                                | Traufenständiges, zur Straße zweigeschossiges Wohnhaus; Erdgeschoss Bruchstein verputzt, Obergeschoss Fachwerk; die Rückseite über der Ahrquelle viergeschossig, Bruchstein, verputzt. | 16. bis 19. Jahrhundert; auf mittelalterlichem Unterbau. | 15.07.1988              | 51              |
| Wohnhaus | Wohnhaus | Blankenheim Am Hirtenturm 3 Karte                                                                                                | Traufenständiges, zweigeschossiges Fachwerkhaus auf hohem Bruchsteinsockel. Selten anschaulich erhaltenes Gebäude in gutem Originalzustand. | 1603 | 31.10.1988              | 171             |
| weitere Bilder | Wohnhaus | Blankenheim Am Hirtenturm 4 Karte                                                                                                | Traufenständiges, zur Straße zweigeschossiges Wohnhaus; Erdgeschoss Bruchstein verputzt, Obergeschoss Fachwerk; die Rückseite über der Ahrquelle viergeschossig, Bruchstein, verputzt. | 16. bis 19. Jahrhundert; auf mittelalterlichem Unterbau. | 26.08.1987              | 9               |
| Wohnhaus; ehem. Hotel Quellenhof, jetzt Ferienwohnungen                                                                     | Wohnhaus; ehem. Hotel Quellenhof, jetzt Ferienwohnungen                                                                     | Blankenheim Am Hirtenturm 9 Karte                                                                                                | Repräsentatives, traufenständiges, dreigeschossiges, fünf- bzw. sechsachsiges Bruchsteingebäude. | Mitte 18. Jahrhundert, Erweiterung (Obergeschoss) 19. Jahrhundert                                                                                                 | 31.10.1988              | 164             |
| weitere Bilder | Kath. Pfarrkirche St. Mariä Himmelfahrt                                                                                     | Blankenheim Am Hirtenturm 10 Karte                                                                                               | Unterhalb der Burg gelegene, nach Südosten orientierte, dreijochige, aus Backstein erbaute, verputzte Saalkirche mit dreiseitig geschlossenem Chor und 1616 vorgesetztem Westturm. | 1495 bis 1505 | 15.07.1988              | 39              |
| weitere Bilder | Ehemaliges Rathaus mit Gefängnis; später Kreismuseum; jetzt Wohnhaus.                                                       | Blankenheim Am Hirtenturm 11 Karte                                                                                               | Repräsentativer, dreigeschossiger Putzbau mit Eckquaderung und Walmdach; eingeschossiger Anbau. | 17. Jahrhundert; Anbau von 1913 | 20.06.1985              | 8               |
| Wohnhaus | Wohnhaus | Blankenheim Am Lühberg 2 Karte                                                                                                   | Kleines, traufenständiges, zweigeschossiges, aus Bruchstein errichtetes, verputztes Wohn-Stallhaus („Westeifeler Quereinhaus“). | im Kern 18. Jahrhundert; Aufstockung 19. Jahrhundert | 15.07.1988              | 49              |
| Wohnhaus | Wohnhaus | Blankenheim Am Lühberg 4 Karte                                                                                                   | Traufenständiges, zweigeschossiges Wohnhaus (ehemaliges Wohn-Stallhaus); massives Sockel- und Erdgeschoss, das Obergeschoss Fachwerk. | 18. Jahrhundert | 31.10.1988              | 174             |
| weitere Bilder | Ahrquelle | Blankenheim An der Ahrquelle Karte                                                                                               | Zwischen zwei Wohnhäusern kleines, massives Quellhaus mit tonnengewölbter Quellkammer. | 1726 | 15.07.1988              | 42              |
| Wohnhaus | Wohnhaus | Blankenheim An der Ahrquelle 1 Karte                                                                                             | Giebelständiges, zweigeschossiges, ehemaliges Wohn-Stallhaus, die südliche Traufwand Bruchstein, verputzt; Giebel und Nordwand im Erdgeschoss massiv, Obergeschoss Fachwerk; im Giebel Heiligennische aus Buntsandstein, erste Hälfte 18. Jahrhundert. Der ehemalige Wirtschaftstrakt in der rückwärtigen Haushälfte wurde zu Wohnzwecken umgebaut. | Mitte 18. Jahrhundert | 31.10.1988              | 167             |
| Wohnhaus | Wohnhaus | Blankenheim An der Ahrquelle 3 Karte                                                                                             | Langgestrecktes, zweigeschossiges Wohngebäude; (möglicherweise älteres) massives Sockel- und Erdgeschoss, Obergeschoss Fachwerk; links anschließend ehemaliger Fachwerk-Wirtschaftstrakt. | 19. Jahrhundert | 15.07.1988              | 53              |
| Wegekreuz | Wegekreuz | Blankenheim An der Nußhecke 1 (gegenüber) Karte                                                                                  | Ca. 0,5 Meter hohes, flaches Kreuz aus Basaltlava; ehemaliges Grabkreuz. | 1715 | 15.07.1988              | 60              |
| weitere Bilder | Burg Blankenheim; Oberburg: Jugendherberge                                                                                  | Blankenheim Burg 1 Karte | Spornburg auf dreiseitig abfallendem Fels mit Halsgraben nach Osten und Norden; trapezförmige Bruchstein-Anlage mit neuem Zugang von Osten. | Hauptbausubstanz 14./15. Jahrhundert; Ausbau 16. Jahrhundert; Ruine seit ca. 1800; Teilausbau ab 1928; Wiederaufbau und Erweiterung zur Jugendherberge nach 1950. | 31.10.1988              | 175             |
| weitere Bilder | Burg Blankenheim; Unterburg: Tor und Batterieturm                                                                           | Blankenheim Burgberg Karte | Segmentbogiges Tor zur tonnengewölbten Torhalle. Südlich anschließend Batterieturm mit dreiviertelrundem Grundriss; über massivem, in den Hang gebauten Sockel, Erdgeschoss mit tonnengewölbtem Geschützraum. | 17. Jahrhundert | 15.07.1988              | 41              |
| weitere Bilder | Burg Blankenheim; Unterburg: Garten- und Parkanlagen                                                                        | Blankenheim Burgberg Karte | Östlich der Unterburg ehemalige Garten- und Parkanlagen; vier noch erkennbare Terrassen mit Resten der Stützmauern. | 17./18. Jahrhundert | 15.07.1988              | 41              |
| weitere Bilder | Burg Blankenheim; Unterburg: Ehemaliges Kanzleigebäude, heute Wohnhaus                                                      | Blankenheim Burgberg 1 Karte | Repräsentativer, zweigeschossiger, siebenachsiger, verputzter Bruchsteinbau auf hohem, talseitigem Sockel. | 1787 | 15.07.1988              | 41              |
| weitere Bilder | Burg Blankenheim; Unterburg: Ehemaliges Rentmeister-Wohnhaus, heute Wohnhaus                                                | Blankenheim Burgberg 1 Karte | Zweigeschossiger Bruchsteinbau auf hohem Sockelgeschoss am Ostgiebel des ehemaligen Kanzleigebäudes. | 18./19. Jahrhundert mit modernen Veränderungen | 15.07.1988              | 41              |
| weitere Bilder | Burg Blankenheim; Unterburg: Wirtschaftsgebäude                                                                             | Blankenheim Burgberg 1 Karte | Wirtschaftstrakt zugehörig zum ehemaligen Kanzleigebäude; einbezogen, ältere Reste eines zweigeschossigen Gebäudes mit tonnengewölbtem Erdgeschossraum (ehemaliges Tor?). | spätes 19. Jahrhundert | 15.07.1988              | 41              |
| weitere Bilder | Burg Blankenheim; Unterburg: JHV-Bastionshaus                                                                               | Blankenheim Burgberg 3 Karte | Mit der Nordostecke am Burgberg gelegener, zweigeschossiger, zum Hof dreiachsiger Bruchsteinbau, die rechte Achse Fachwerk. | spätes 19. Jahrhundert | 15.07.1988              | 41              |
| Kath. Kreuzkapelle (Hülchrath) und Kreuzweg; Anfangskreuz                                                                   | Kath. Kreuzkapelle (Hülchrath) und Kreuzweg; Anfangskreuz                                                                   | Blankenheim Aachener Straße / Alte Trierer Str. bis Hülchrath Karte                                                              | Aus sieben Stationen (= Fußfällen) + Anfangs- und Schlußkreuz bestehender Kreuzweg zu einer Anhöhe nordwestlich der Ortslage Blankenheim. „Anfangskreuz“ transloziert und zum Wegekreuz umfunktioniert. Ca. 1,50 Meter hoher Aufbau mit halbplastischer Darstellung der knienden Maria Magdalena mit der Salbenbüchse; roter Sandstein. | 18. Jahrhundert | 15.07.1988              | 40              |
| weitere Bilder | Kath. Kreuzkapelle (Hülchrath) und Kreuzweg; Station 1                                                                      | Blankenheim Hülchrath Karte | Aus sieben Stationen (= Fußfällen) + Anfangs- und Schlußkreuz bestehender Kreuzweg zu einer Anhöhe nordwestlich der Ortslage Blankenheim. Erste Station: „Todesangst Jesu am Ölberg“. Ca. 2,50 Meter hoher Aufbau mit erneuertem Schaft; Nischenaufsatz mit Reliefplatte; roter Sandstein. | 18. Jahrhundert | 15.07.1988              | 40              |
| weitere Bilder | Kath. Kreuzkapelle (Hülchrath) und Kreuzweg; Station 2                                                                      | Blankenheim Hülchrath Karte | Aus sieben Stationen (= Fußfällen) + Anfangs- und Schlußkreuz bestehender Kreuzweg zu einer Anhöhe nordwestlich der Ortslage Blankenheim. Zweite Station: „Der Judaskuß“. Ca. 2,50 Meter hoher Aufbau mit erneuertem Schaft; Nischenaufsatz mit Reliefplatte; roter Sandstein. | 18. Jahrhundert | 15.07.1988              | 40              |
| weitere Bilder | Kath. Kreuzkapelle (Hülchrath) und Kreuzweg; Station 3                                                                      | Blankenheim Hülchrath Karte | Aus sieben Stationen (= Fußfällen) + Anfangs- und Schlußkreuz bestehender Kreuzweg zu einer Anhöhe nordwestlich der Ortslage Blankenheim. Dritte Station: „Die Dornenkrönung Jesu“. Ca. 2,50 Meter hoher Aufbau mit erneuertem Schaft; Nischenaufsatz mit Reliefplatte; roter Sandstein. (Die Stationen drei und vier wurden bei der Wiederaufstellung nach Restaurierung vertauscht) | 18. Jahrhundert | 15.07.1988              | 40              |
| weitere Bilder | Kath. Kreuzkapelle (Hülchrath) und Kreuzweg; Station 4                                                                      | Blankenheim Hülchrath Karte | Aus sieben Stationen (= Fußfällen) + Anfangs- und Schlußkreuz bestehender Kreuzweg zu einer Anhöhe nordwestlich der Ortslage Blankenheim. Vierte Station: „Jesus vor dem Hohepriester Annas“. Ca. 2,50 Meter hoher Aufbau mit erneuertem Schaft; Nischenaufsatz mit Reliefplatte; roter Sandstein. (Die Stationen drei und vier wurden bei der Wiederaufstellung nach Restaurierung vertauscht) | 18. Jahrhundert | 15.07.1988              | 40              |
| weitere Bilder | Kath. Kreuzkapelle (Hülchrath) und Kreuzweg; Station 5                                                                      | Blankenheim Hülchrath Karte | Aus sieben Stationen (= Fußfällen) + Anfangs- und Schlußkreuz bestehender Kreuzweg zu einer Anhöhe nordwestlich der Ortslage Blankenheim. Fünfte Station: „Jesus fällt zu ersten Mal unter dem Kreuz“. Ca. 2,50 Meter hoher Aufbau mit restauriertem Schaft; Nischenaufsatz mit Reliefplatte; roter Sandstein. | 18. Jahrhundert | 15.07.1988              | 40              |
| weitere Bilder | Kath. Kreuzkapelle (Hülchrath) und Kreuzweg; Station 6                                                                      | Blankenheim Hülchrath Karte | Aus sieben Stationen (= Fußfällen) + Anfangs- und Schlußkreuz bestehender Kreuzweg zu einer Anhöhe nordwestlich der Ortslage Blankenheim. Sechste Station: „Jesus fällt zum zweiten Mal unter dem Kreuz“. Ca. 2,50 Meter hoher Aufbau mit wohl ursprünglichem Schaft; Nischenaufsatz mit Reliefplatte; roter Sandstein. | 18. Jahrhundert | 15.07.1988              | 40              |
| weitere Bilder | Kath. Kreuzkapelle (Hülchrath) und Kreuzweg; Station 7                                                                      | Blankenheim Hülchrath Karte | Aus sieben Stationen (= Fußfällen) + Anfangs- und Schlußkreuz bestehender Kreuzweg zu einer Anhöhe nordwestlich der Ortslage Blankenheim. Siebte Station: „Jesus wird an das Kreuz genagelt“. Ca. 2,50 Meter hoher Aufbau mit wohl ursprünglichem Schaft; Nischenaufsatz mit Reliefplatte; roter Sandstein. | 18. Jahrhundert | 15.07.1988              | 40              |
| Kath. Kreuzkapelle (Hülchrath) und Kreuzweg; Schlußkreuz                                                                    | Kath. Kreuzkapelle (Hülchrath) und Kreuzweg; Schlußkreuz                                                                    | Blankenheim Hülchrath Karte | Aus sieben Stationen (= Fußfällen) + Anfangs- und Schlußkreuz bestehender Kreuzweg zu einer Anhöhe nordwestlich der Ortslage Blankenheim. „Schlußkreuz“: Ca. 1,50 Meter hoher Aufbau mit halbplastischer Darstellung der knienden Maria Magdalena. | 18. Jahrhundert | 15.07.1988              | 40              |
| weitere Bilder | Kath. Kreuzkapelle (Hülchrath) und Kreuzweg                                                                                 | Blankenheim Hülchrath 2 Karte | Auf einer Anhöhe nordwestlich der Ortslage Blankenheim, oberhalb eines aus sieben Stationen (= Fußfällen) + Anfangs- und Schlußkreuz bestehenden Kreuzweges. Auf kreuzförmigem Grundriss nach Westen orientierter, verputzter Bruchsteinbau mit halbrunder Apsis und dreiachsiger Ostfassade. | 1773 bis 1780 | 15.07.1988              | 40              |
| Friedhofskreuz | Friedhofskreuz | Blankenheim In der Rhenn, Waldfriedhof Karte                                                                                     | An zentraler Stelle im Zugangsbereich des neuen Waldfriedhofs, ca. vier Meter hoher Kreuzesaufbau aus rotem Sandstein; transloziert vom aufgelassenen Friedhof am Finkenberg. | 1895 | 15.07.1988              | 43              |
| Wohnhaus | Wohnhaus | Blankenheim Johannesstraße 3 Karte                                                                                               | Barockes, traufenständiges, zweigeschossiges Bruchstein-Wohnhaus; Giebeldreieck Fachwerk. | zweite Hälfte 18. Jahrhundert | 15.07.1988              | 54              |
| Skulptur des hl. Johannes von Nepomuk                                                                                       | Skulptur des hl. Johannes von Nepomuk                                                                                       | Blankenheim Johannesstraße 3/Ahrbrücke Karte                                                                                     | Lebensgroße, aus rotem Sandstein vollrund gearbeitete Skulptur des hl. Johannes von Nepomuk. | Mitte 18. Jahrhundert | 18.05.1987              | 5               |
| Wohnhaus | Wohnhaus | Blankenheim Johannesstraße 5 Karte                                                                                               | Giebelständiges, zweigeschossiges, drei- bzw. zweiachsiges Wohnhaus; Erdgeschoss Bruchstein verputzt, Obergeschoss Fachwerk. | 18./19. Jahrhundert | 31.10.1988              | 165             |
| weitere Bilder | Sog. Gildehaus | Blankenheim Johannesstraße 6 Karte                                                                                               | Repräsentatives, dreigeschossiges Wohnhaus auf winkelförmigem Grundriss; Erdgeschoss Bruchstein, Obergeschosse Fachwerk. | zweite Hälfte 18. Jahrhundert | 31.10.1988              | 168             |
| Wohnhaus | Wohnhaus | Blankenheim Klosterstraße 1 Karte                                                                                                | Giebelständiges, zweieinhalbgeschossiges Fachwerk-Wohnhaus; Erdgeschoss am Giebel massiv. | 17./18. Jahrhundert | 15.07.1988              | 55              |
| Wohnhaus | Wohnhaus | Blankenheim Klosterstraße 2 Karte                                                                                                | Traufenständiges, dreigeschossiges, zweiachsiges Wohnhaus; massives Sockel- und Erdgeschoss, die beiden Obergeschosse Fachwerk. | um 1700; Fachwerk-Obergeschoss 19. Jahrhundert | 31.10.1988              | 166             |
| Wohnhaus | Wohnhaus | Blankenheim Klosterstraße 3 Karte                                                                                                | Giebelständiges, zweigeschossiges Wohnhaus; Erdgeschoss Bruchstein verputzt, Obergeschoss Fachwerk. | 18. Jahrhundert | 10.11.1987              | 12              |
| Wohnhaus | Wohnhaus | Blankenheim Klosterstraße 4 Karte                                                                                                | Traufenständiges, über hohem Sockelgeschoss zweigeschossiges, zweiachsiges Bruchstein-Wohnhaus mit Freitreppe zum Eingang. | um 1700 | 15.07.1988              | 56              |
| Wohnhaus | Wohnhaus | Blankenheim Klosterstraße 6 Karte                                                                                                | Traufenständiges, zweigeschossiges, ursprünglich nur vierachsiges, massives Wohn-Stallhaus mit Freitreppe zum Eingang; der ehemalige Wirtschaftstrakt links wurde nachträglich zu Wohnzwecken umgebaut. | Wohntrakt um 1700; ehemaliger Wirtschaftstrakt zweite Hälfte 19. Jahrhundert                                                                                      | 15.07.1988              | 57              |
| Wohnhaus | Wohnhaus | Blankenheim Klosterstraße 8 Karte                                                                                                | Traufenständiges, zweigeschossiges, dreiachsiges, verputztes Bruchsteingebäude mit dem Eingang in der Mittelachse; linkes Giebeldreieck Fachwerk. | um 1700; mit neuzeitlichen Veränderungen | 31.10.1988              | 173             |
| Wohnhaus | Wohnhaus | Blankenheim Klosterstraße 9 Karte                                                                                                | Mehrfach umgebautes, traufenständiges, zweigeschossiges, Wohnhaus; Erdgeschoss Bruchstein verputzt, Obergeschoss Fachwerk. | 17./18. Jahrhundert, mit modernen Veränderungen | 15.07.1988              | 67              |
| Wohnhaus | Wohnhaus | Blankenheim Klosterstraße 11 Karte                                                                                               | Mehrfach umgebautes, traufenständiges, zweigeschossiges, Wohnhaus; Erdgeschoss Bruchstein verputzt, Obergeschoss Fachwerk. | 17./18. Jahrhundert, mit modernen Veränderungen | 15.07.1988              | 68              |
| Alter Friedhof | Alter Friedhof | Blankenheim Klosterstraße / Kölner Straße Karte                                                                                  | Mit Bruchstein-Stützmauern, wohl noch des 18. Jahrhunderts, terrassierte Anlage; vor der mittleren Mauer aufgestellt zum Teil aufwändige Grabdenkmäler des 18. und 19. Jahrhunderts; darüber halbrundes, mittig überhöhtes Ehrenmal (= Kriegerdenkmal, ursprünglich für die Gefallenen des Ersten Weltkrieges) mit vollrunder Marienskulptur. | Friedhof bis 1895; Ehrenmal von 1928 | 15.07.1988              | 58              |
| Wegekreuz | Wegekreuz | Blankenheim Lühbergstraße / Mühlenweg Karte                                                                                      | Qualitätvoller, barocker, ca. drei Meter hoher Kreuzesaufbau aus Buntsandstein; in einer rundbogigen Nische Skulptur des hl. Matthias im Hochrelief. Prozessionskreuz der Matthiasbruderschaft. | 1787 | 15.07.1988              | 59              |
| weitere Bilder | Ehemaliges königlich-preußisches Amtsgericht Blankenheim, später Polizeiwache                                               | Blankenheim Nonnenbacher Weg 10 Karte                                                                                            | Repräsentativer, ländlicher Gerichtsbau im zeittypischen Formenkanon. | Einweihung 29. Oktober 1913 | 20.06.1985              | 7               |
| Wohn- und Geschäftshaus | Wohn- und Geschäftshaus | Blankenheim Rathausplatz 12 Karte                                                                                                | Großes giebelständiges, zweigeschossiges, dreiachsiges verputztes Bruchsteingebäude; Giebeldreieck Fachwerk. | 1701 | 15.07.1988              | 50              |
| Wohnhaus | Wohnhaus | Blankenheim Unter dem Heltenbusch 9 Karte                                                                                        | Traufenständiges, zweigeschossiges Fachwerk-Wohnhaus; am Obergeschoss des Südgiebels erkerartiger Vorbau auf profilierten Ständern (wohl aus der Erbauungszeit). | 1672 | 15.07.1988              | 61              |
| Wohnhaus | Wohnhaus | Blankenheim Zuckerberg 2 Karte                                                                                                   | Traufenständiges, zweigeschossiges Fachwerkhaus. In Proportion und Gerüst selten anschaulich erhalten; eines der ältesten Fachwerk-Wohnhäuser im Kreis Euskirchen. | 1595 | 14.12.1988              | 188             |
| Wohnhaus | Wohnhaus | Blankenheim Zuckerberg 5 Karte                                                                                                   | Traufenständiges, zweigeschossiges, fünfachsiges Wohnhaus; massives Sockel- und Erdgeschoss, Obergeschoss Fachwerk. | um 1600; Erneuerung 17./18. Jahrhundert | 15.07.1988              | 62              |
| Pfarrhof | Pfarrhof | Blankenheim Zuckerberg 6 Karte                                                                                                   | Südöstlich, unmittelbar neben der Pfarrkirche gelegenes, repräsentatives, giebelständiges, zweigeschossiges, an der nordwestlichen Traufseite dreiachsiges Bruchsteingebäude mit Mansardwalmdach und jüngerem, rechtwinklig angebautem, zum Hof eingeschossigem Anbau. | 1688 | 15.07.1988              | 63              |
| Wohnhaus | Wohnhaus | Blankenheim Zuckerberg 8 Karte                                                                                                   | Mehrfach umgebautes, traufenständiges, zweigeschossiges, Wohnhaus; massives, hohes Sockel- und Erdgeschoss, Obergeschoss Fachwerk. | 18./19. Jahrhundert | 15.07.1988              | 64              |
| Neuer Friedhof: Allee und Denkmal                                                                                           | Neuer Friedhof: Allee und Denkmal                                                                                           | Blankenheimerdorf Auf der Komm Karte                                                                                             | Friedhofsanlage mit mittiger Allee zum Friedhofskreuz, einem zentralen, altarähnlichen Aufbau: Auf einem Unterbau aus Haustein ca. zwei Meter hoher Sandsteinblock, auf der Schauseite ausgearbeitet Kreuzigungsgruppe, stark expressionistisch, im Hochrelief. | 1936 | 11.05.2000              | 191             |
| Wohnhaus | Wohnhaus | Blankenheimerdorf Buppersgasse 10 Karte                                                                                          | Giebelständiges, auf hohem Sockelgeschoss zweigeschossiges Fachwerk-Wohnhaus; Rest einer ehemaligen Winkelhofanlage. | um 1800 | 31.10.1988              | 176             |
| BW | Lambachpumpe | Blankenheimerdorf Frohnbenden Karte                                                                                              | „Eine Lambachpumpe ist eine allein mit Wasserdruck betriebene Wasserhebemaschine: Am originalen Standort, auf dem Quellgrundstück Frohnbenden, nahe dem Haubach, nahezu komplett erhaltene doppelt-stehende Pumpe.“ | um 1920 | 26.04.2001              | 196             |
| Wohnhaus einer Hofanlage | Wohnhaus einer Hofanlage | Blankenheimerdorf Gut Altenburg 1 Karte                                                                                          | Freistehendes, zweigeschossiges Bruchstein-Wohnhaus mit Krüppelwalmdach. | 17. Jahrhundert; mit Veränderungen im 19./20. Jahrhundert | 15.07.1988              | 70              |
| Wegekreuz / Prozessionskreuz                                                                                                | Wegekreuz / Prozessionskreuz                                                                                                | Blankenheimerdorf Woltersgasse / Kippelberg Karte                                                                                | Qualitätvoller, barocker, ca. drei Meter hoher Kreuzesaufbau aus Buntsandstein; rundbogige Nische mit kleiner, bäuerlicher Skulptur des hl. Petrus im Hochrelief. | 1815 | 15.07.1988              | 73              |
| Hofanlage, ehem. Mühle | Hofanlage, ehem. Mühle | Blankenheimerdorf Lentgesmühle 1 (Blankenheim-Wald) Karte                                                                        | Dreiflügelige Hofanlage mit zweigeschossigem Bruchstein-Wohnhaus und veränderten Anbauten des 19. und 20. Jahrhunderts. | 18. Jahrhundert | 18.05.1987              | 1               |
| Wegekreuz / Gedenkkreuz | Wegekreuz / Gedenkkreuz | Blankenheimerdorf Nürburgstraße vor Nr. 18 / Hohental Karte                                                                      | Ca. drei Meter hoher Kreuzesaufbau aus Buntsandstein; über einer Gesimsplatte Nischenarchitektur mit bäuerlichem Halbrelief des hl. Petrus. | 1826 | 15.07.1988              | 72              |
| Ehemalige Schule, heute Kindergarten und DRK-Stützpunkt                                                                     | Ehemalige Schule, heute Kindergarten und DRK-Stützpunkt                                                                     | Blankenheimerdorf Nürburgstraße 44 Karte                                                                                         | Traufenständiges, über Bossenquader-Sockel zweigeschossiges, verputztes Bruchsteingebäude mit winkelförmigem Grundriss; auf der Hofseite kleiner, freistehender Toilettenbau mit überdachtem Verbindungsgang zum Schulhaus. | 1929 | 11.05.2000              | 192             |
| Wegekreuz | Wegekreuz | Blankenheimerdorf Nürburgstraße 44 Karte                                                                                         | Qualitätvoller, barocker, ca. drei Meter hoher Kreuzesaufbau aus Buntsandstein; über einer rundbogigen Sakramentsnische kleine Skulptur des hl. Petrus im Hochrelief. Vor die Fassade der ehemaligen Schule transloziertes, ursprüngliches Prozessionskreuz. | Anfang 19. Jahrhundert | 15.07.1988              | 71              |
| Kath. Pfarrkirche St. Peter und Paul                                                                                        | Kath. Pfarrkirche St. Peter und Paul                                                                                        | Blankenheimerdorf Nürburgstraße 60 Karte                                                                                         | Dreiachsige, aus Bruchstein errichtete, verputzte Saalkirche mit dreiseitig geschlossenem Chor und vorgelagertem, 1852 errichtetem Westturm. | 1684 | 15.07.1988              | 69              |
| Ehemaliges Friedhofskreuz auf dem aufgelassenen Friedhof                                                                    | Ehemaliges Friedhofskreuz auf dem aufgelassenen Friedhof                                                                    | Blankenheimerdorf Nürburgstraße 60 Karte                                                                                         | Bäuerlicher, barocker, ca. drei Meter hoher Kreuzesaufbau aus Buntsandstein; rundbogige Sakramentsnische (Prozessionskreuz?). | Anfang 19. Jahrhundert | 15.07.1988              | 74              |
| Ehemaliges Grabkreuz (aufgestellt: links)                                                                                   | Ehemaliges Grabkreuz (aufgestellt: links)                                                                                   | Blankenheimerdorf Nürburgstraße 60 Karte                                                                                         | Ehemaliges Grabkreuz vom alten, aufgelassenen Friedhof; vor der Südwand der katholischen Pfarrkirche (= linkes Kreuz) aufgestellt: Ca. 80 cm hohes, aus Muschelkalk gearbeitetes Grabkreuz; inschriftlich datiert: 1704. Erneuerte Inschrift: „D..O.tber ist Meister Sebastian Huiff, Scheffen zu Blankenheim im 74 jahr seines Alters Gestorben G:S:D:S:G“ | 1704 | 11.05.2000              | 194             |
| Ehemaliges Grabkreuz (aufgestellt: Mitte)                                                                                   | Ehemaliges Grabkreuz (aufgestellt: Mitte)                                                                                   | Blankenheimerdorf Nürburgstraße 60 Karte                                                                                         | Ehemaliges Grabkreuz vom alten, aufgelassenen Friedhof; vor der Südwand der katholischen Pfarrkirche (= mittleres Kreuz) aufgestellt: Ca. ein Meter hohes, flaches, aus Buntsandstein gearbeitetes Grabkreuz; auf der Vorderseite Vesperbild im Hochrelief. Inschrift: „ANNA MARIA SDEFFENS IENANT SCHULLERS ANNO 1784“ | 1784 | 11.05.2000              | 190/1           |
| Ehemaliges Grabkreuz (aufgestellt: rechts)                                                                                  | Ehemaliges Grabkreuz (aufgestellt: rechts)                                                                                  | Blankenheimerdorf Nürburgstraße 60 Karte                                                                                         | Ehemaliges Grabkreuz vom alten, aufgelassenen Friedhof; vor der Südwand der katholischen Pfarrkirche (= rechtes Kreuz) aufgestellt: Ca. 150 cm hohes, flaches, aus Buntsandstein gearbeitetes Grabkreuz; auf der Vorderseite Kruzifixus im Hochrelief. Inschrift: „WELLEM STEFFENS UNT ANNA MARIA SDEFFENS IENANT SCHULLERS ANNO 1784“ | 1784 | 11.05.2000              | 190/2           |
| Ehemaliges Grabdenkmal | Ehemaliges Grabdenkmal | Blankenheimerdorf Nürburgstraße 60 Karte                                                                                         | Ehemaliges Grabdenkmal vom alten, aufgelassenen Friedhof; innen an der ehemaligen Kirchhofsmauer, vor der Westseite der katholischen Pfarrkirche neu aufgestellt: Das aus zwei verschiedenen Grabsteinen zusammengesetzte Objekt zeigt auf einem jüngeren Sockel den blockartigen Mittelteil eines Grabkreuzes mit eingetieftem Inschriftfeld. Inschrift (fragmentiert): „Herrn Joh. Schmitz Geschäftsmann, Mitglied des Kirchen + Gemeinderates geb. 22. Jan 1824 seit 1847 verheiratet mit A. M. Jentges gest 24. Okt 1884 in Blank...hdorf R.I.P.“ | 1884 | 11.05.2000              | 195             |
| Kriegerdenkmal | Kriegerdenkmal | Blankenheimerdorf Nürburgstraße 60, am Zugang zur Kirche Karte                                                                   | Ursprünglich für die Gefallenen des Ersten Weltkrieges aus Muschelkalk errichteter, ca. ein Meter hoher, tumbenartiger Aufbau mit aufgesetzter Fackelschale; nach 1945 wurde die Anlage um vier Inschriftplatten mit den Namen der Gefallenen des Zweiten Weltkrieges und ein Kreuz aus Muschelkalk ergänzt. | um 1920 | 11.05.2000              | 193             |
| Antoniushof; ehem. Hofanlage                                                                                                | Antoniushof; ehem. Hofanlage                                                                                                | Dollendorf Antoniusstraße 11 Karte                                                                                               | Giebelständiges, auf hohem Sockelgeschoss zweigeschossiges, zur Straße und zum Hof dreiachsiges Bruchstein-Wohnhaus mit dem über eine Freitreppe zu erreichenden Eingang in der Mittelachse und rundbogigem Kellereingang in der rechten Achse der hofseitigen Traufwand; Rest einer barocken Hofanlage. | Maueranker: 1705, Türsturz: 1871 | 15.07.1988              | 79              |
| Antoniushof, Hofmauer mit Pforte                                                                                            | Antoniushof, Hofmauer mit Pforte                                                                                            | Dollendorf Antoniusstraße 11 Karte                                                                                               | Nach links an den straßenseitigen Giebel des Wohnhauses anschließender Rest einer Bruchstein-Hofmauer mit korbbogiger Durchfahrt und Fußgängerpforte, darüber rundbogige Figurennische mit vollplastischer Skulptur des hl. Antonius von Padua. | um 1700 | 15.07.1988              | 78              |
| Wohnhaus einer Hofanlage | Wohnhaus einer Hofanlage | Dollendorf Antoniusstraße 13 Karte                                                                                               | Giebelständiges, auf hohem Sockelgeschoss zweigeschossiges, zur Straße zwei-, zum Hof im Erdgeschoss dreiachsiges Bruchstein-Wohnhaus mit dem über eine Freitreppe zu erreichenden Eingang in der Mittelachse und rundbogigem Kellereingang in der rechten Achse der linken Traufwand. | 1863 | 15.07.1988              | 80              |
| Wohnhaus mit Wirtschaftstrakt                                                                                               | Wohnhaus mit Wirtschaftstrakt                                                                                               | Dollendorf Antoniusstraße 26 Karte                                                                                               | Giebelständiges, auf Bruchsteinsockel eineinhalbgeschossiges Fachwerk-Wohnhaus; Giebel im Erdgeschoss massiv erneuert; ehemaliges Wohn-Stallhaus. | 18. Jahrhundert | 15.07.1988              | 81              |
| Wohnhaus | Wohnhaus | Dollendorf Antoniusstraße 37 Karte                                                                                               | Giebelständiges, auf hohem Sockelgeschoss zweigeschossiges, zur Straße zwei-, zum Hof vierachsiges Bruchstein-Wohnhaus mit dem über eine Freitreppe zu erreichenden Eingang in der zweiten Achse von links; Rest einer mehrteiligen Hofanlage. | Zweite Hälfte 19. Jahrhundert | 15.07.1988              | 82              |
| Bildstock | Bildstock | Dollendorf Antoniusstraße, vor 45 / Amselweg Karte                                                                               | Auf quadratischem Grundriss aus Bruchstein errichteter Bildstock mit jeweils vergitterter größerer und auf deren Sandstein-Einfassung aufsitzender kleinerer, rundbogiger Figurennische, bezeichnet: hl. Donatus; Satteldach mit Buntsandstein-Plattenabdeckung. | 1750 | 15.07.1988              | 83              |
| Kath. Kreuzwegkapelle St. Antonius von Padua                                                                                | Kath. Kreuzwegkapelle St. Antonius von Padua                                                                                | Dollendorf Karte | Auf einer Anhöhe auf halbem Wege zwischen Dollendorf und der Ruine der Burg Dollendorf, als Endpunkt des von dem Kölner Domherren Maximilian Philipp, Graf zu Manderscheid-Blankenheim gestifteten Kreuzweges erbaut. Qualitätvoller, achteckiger, aus Buntsandsteinquadern errichteter Zentralbau mit geschweifter Haube und Laterne. Vor dem aufwändig gestalteten, rundbogigen Ostportal Reste einer Bruchstein-Zierpflasterung. | 1701 | 15.07.1988              | 76              |
| Dollendorf, Kreuzweg; Station 1                                                                                             | Dollendorf, Kreuzweg; Station 1                                                                                             | Dollendorf Straße von Dollendorf nach Schloßthal Karte                                                                           | Ursprünglich aus sieben Stationen (= Fußfällen) bestehender, von dem Kölner Domherren Maximilian Philipp, Graf zu Manderscheid-Blankenheim gestifteter, Kreuzweg von Dollendorf zu der auf halbem Wege zur Ruine der Burg Dollendorf gelegenen Kreuzwegkapelle St. Antonius von Padua. Erste Station: „Jesus wird zum Tod verurteilt“. Ca. 3 Meter hoher Aufbau aus Buntsandstein. Über glattem Schaft Reliefplatte mit Bilddarstellung im Hochrelief. | 1700 | 15.07.1988              | 77              |
| Dollendorf, Kreuzweg; Station 2                                                                                             | Dollendorf, Kreuzweg; Station 2                                                                                             | Dollendorf Straße von Dollendorf nach Schloßthal Karte                                                                           | Ursprünglich aus sieben Stationen (= Fußfällen) bestehender, von dem Kölner Domherren Maximilian Philipp, Graf zu Manderscheid-Blankenheim gestifteter, Kreuzweg von Dollendorf zu der auf halbem Wege zur Ruine der Burg Dollendorf gelegenen Kreuzwegkapelle St. Antonius von Padua. Zweite Station: „Jesus fällt zum ersten Mal unter dem Kreuz“. Ca. 3 Meter hoher Aufbau aus Buntsandstein. Über glattem Schaft Reliefplatte aus hellem Sandstein mit Bilddarstellung im Hochrelief. Inschrift: „Erster Fußfall“ | Erneuert 1850 | 15.07.1988              | 77              |
| Dollendorf, Kreuzweg; Station 3                                                                                             | Dollendorf, Kreuzweg; Station 3                                                                                             | Dollendorf Straße von Dollendorf nach Schloßthal Karte                                                                           | Ursprünglich aus sieben Stationen (= Fußfällen) bestehender, von dem Kölner Domherren Maximilian Philipp, Graf zu Manderscheid-Blankenheim gestifteter, Kreuzweg von Dollendorf zu der auf halbem Wege zur Ruine der Burg Dollendorf gelegenen Kreuzwegkapelle St. Antonius von Padua. Dritte Station: „Jesus fällt zum zweiten Mal unter dem Kreuz“. Ca. 3 Meter hoher Aufbau aus Buntsandstein. Über glattem Schaft Reliefplatte mit Bilddarstellung im Hochrelief. Inschrift: „Zweiter Fußfall“ | 1700 | 15.07.1988              | 77              |
| Dollendorf, Kreuzweg; Station 4                                                                                             | Dollendorf, Kreuzweg; Station 4                                                                                             | Dollendorf Straße von Dollendorf nach Schloßthal Karte                                                                           | Ursprünglich aus sieben Stationen (= Fußfällen) bestehender, von dem Kölner Domherren Maximilian Philipp, Graf zu Manderscheid-Blankenheim gestifteter, Kreuzweg von Dollendorf zu der auf halbem Wege zur Ruine der Burg Dollendorf gelegenen Kreuzwegkapelle St. Antonius von Padua. Vierte Station: „Jesus fällt zum dritten Mal unter dem Kreuz“. Ca. 3 Meter hoher Aufbau aus Buntsandstein. Über glattem Schaft Reliefplatte mit Bilddarstellung im Hochrelief. Inschrift: „Dritter Fußfall“ | 1700 | 15.07.1988              | 77              |
| Dollendorf, Kreuzweg; Station 5                                                                                             | Dollendorf, Kreuzweg; Station 5                                                                                             | Dollendorf Straße von Dollendorf nach Schloßthal Karte                                                                           | Ursprünglich aus sieben Stationen (= Fußfällen) bestehender, von dem Kölner Domherren Maximilian Philipp, Graf zu Manderscheid-Blankenheim gestifteter, Kreuzweg von Dollendorf zu der auf halbem Wege zur Ruine der Burg Dollendorf gelegenen Kreuzwegkapelle St. Antonius von Padua. Fünfte Station: „Veronika reicht Jesus das Schweißtuch“. Ca. 3 Meter hoher Aufbau aus Buntsandstein. Über glattem Schaft Reliefplatte aus hellem Sandstein mit Bilddarstellung im Hochrelief. Inschrift: „Vierter Fußfall“ | Erneuert 1859 | 15.07.1988              | 77              |
| Dollendorf, Kreuzweg; Station 6                                                                                             | Dollendorf, Kreuzweg; Station 6                                                                                             | Dollendorf Straße von Dollendorf nach Schloßthal Karte                                                                           | Ursprünglich aus sieben Stationen (= Fußfällen) bestehender, von dem Kölner Domherren Maximilian Philipp, Graf zu Manderscheid-Blankenheim gestifteter, Kreuzweg von Dollendorf zu der auf halbem Wege zur Ruine der Burg Dollendorf gelegenen Kreuzwegkapelle St. Antonius von Padua. Sechste Station: „Jesus fällt zum vierten Mal unter dem Kreuz“. Ca. 3 Meter hoher Aufbau aus Buntsandstein. Über glattem Schaft Reliefplatte aus hellem Sandstein mit Bilddarstellung im Hochrelief. Inschrift: „Fünfter Fußfall“ | Erneuert 1858 | 15.07.1988              | 77              |
| Dollendorf, Kreuzweg; Station 7                                                                                             | Dollendorf, Kreuzweg; Station 7                                                                                             | Dollendorf Straße von Dollendorf nach Schloßthal Karte                                                                           | Ursprünglich aus sieben Stationen (= Fußfällen) bestehender, von dem Kölner Domherren Maximilian Philipp, Graf zu Manderscheid-Blankenheim gestifteter, Kreuzweg von Dollendorf zu der auf halbem Wege zur Ruine der Burg Dollendorf gelegenen Kreuzwegkapelle St. Antonius von Padua. Siebte Station: „Simon von Cyrene hilft Jesus das Kreuz tragen“. Ca. 3 Meter hoher Aufbau aus Buntsandstein. Über glattem Schaft Reliefplatte aus hellem Sandstein mit Bilddarstellung im Hochrelief. Inschrift: „Sechster Fußfall“ | 1865 | 15.07.1988              | 77              |
| Dollendorf, Kreuzweg; Station 8                                                                                             | Dollendorf, Kreuzweg; Station 8                                                                                             | Dollendorf Straße von Dollendorf nach Schloßthal Karte                                                                           | Ursprünglich aus sieben Stationen (= Fußfällen) bestehender, von dem Kölner Domherren Maximilian Philipp, Graf zu Manderscheid-Blankenheim gestifteter, Kreuzweg von Dollendorf zu der auf halbem Wege zur Ruine der Burg Dollendorf gelegenen Kreuzwegkapelle St. Antonius von Padua. Achte Station: „Jesus wird an das Kreuz genagelt“. Ca. 5 Meter hoher Aufbau aus Basaltlava. Über glattem Schaft Reliefblock mit Bilddarstellung im Hochrelief. Inschrift: „Siebenter Fußfall“ | 1722 | 15.07.1988              | 77              |
| Dollendorf, Kreuzweg; Station 9 = Schlußkreuz                                                                               | Dollendorf, Kreuzweg; Station 9 = Schlußkreuz                                                                               | Dollendorf Straße von Dollendorf nach Schloßthal Karte                                                                           | Ursprünglich aus sieben Stationen (= Fußfällen) bestehender, von dem Kölner Domherren Maximilian Philipp, Graf zu Manderscheid-Blankenheim gestifteter, Kreuzweg von Dollendorf zu der auf halbem Wege zur Ruine der Burg Dollendorf gelegenen Kreuzwegkapelle St. Antonius von Padua. Schlußkreuz: Ca. 3 Meter hoher, schmuckloser Aufbau aus Buntsandstein. Über sich nach oben verjüngendem, glattem Schaft mit verwittertem Inschriftfeld kleines Kreuz mit Kleeblattenden. | Zweite Hälfte 18. Jahrhundert | 15.07.1988              | 77              |
| Wohnhaus | Wohnhaus | Dollendorf Lindenplatz 4 Karte                                                                                                   | Repräsentatives, traufenständiges zweigeschossiges, vierachsiges Wohnhaus mit wohl originaler doppelflügeliger Barocktür; links anschließend der ehemalige Wirtschaftstrakt mit vermauerten Spolien, teilweise aus der abgebrochenen Burg. | 1786 | 10.11.1987              | 11              |
| Bildstock | Bildstock | Dollendorf vor Lindenstraße Nr. 16 / Lampertsweg Karte                                                                           | Ca. zwei Meter hoher Bildstock; auf unverputztem Bruchstein-Unterbau segmentbogig geschlossener Werkstein-Aufsatz mit original vergitterter, rundbogiger Figurennische. | Anfang 19. Jahrhundert | 15.07.1988              | 85              |
| Hofanlage | Hofanlage | Dollendorf Lindenstraße 46 Karte                                                                                                 | Winkelhofanlage mit giebelständigem, zweigeschossigem Wohnhaus, Erdgeschoss massiv, Obergeschoss Fachwerk; nach rechts rechtwinklig anschließend kleiner, ehemaliger Wirtschaftstrakt. | 19. Jahrhundert | 15.07.1988              | 86              |
| Hofanlage | Hofanlage | Dollendorf Lindenstraße 62 Karte                                                                                                 | Bruchstein-Winkelhofanlage; giebelständiges, zweigeschossiges, am Giebel drei-, an der rechten Traufseite fünfachsiges Wohnhaus; der rechtwinklig anschließende Wirtschaftstrakt mit teilweise veränderten Öffnungen. | 18. Jahrhundert; Datierung auf dem Türsturz: 1832 | 18.05.1987              | 6               |
| Bildstock | Bildstock | Dollendorf Lindenstraße 112 / Donatusweg Karte                                                                                   | Aus Bruchstein errichteter, modern verputzter Bildstock mit vergitterter, korbbogiger Figurennische, darin Büste des hl. Donatus (19. Jahrhundert); erneuertes Satteldach mit Schieferdeckung. | 18. Jahrhundert | 15.07.1988              | 84              |
| Wegekreuz | Wegekreuz | Dollendorf Lindenstr., Verlängerung nach SW Karte                                                                                | Mehrteiliger, aus rotem Sandstein errichteter Kreuzesaufbau (Prozessionskreuz), Inschriftplatte mit Maßwerkdekor, rundbogige Muschelnische; auf künstlichem Hügel mit sechsstufigem Treppenzugang. | 1869 | 15.07.1988              | 88              |
| Kath. Pfarrkirche St. Johann Baptist                                                                                        | Kath. Pfarrkirche St. Johann Baptist                                                                                        | Dollendorf Maiplatz 2 Karte | Turm und Chor spätgotisch; Langhaus 1732–1736; Turmhelm 1885; Tonnengewölbe und Stuckierung 1909/10; Anbau der Taufkapelle 1924/25. Vierachsige, aus Bruchstein errichtete, verputzte Saalkirche mit niedrigerem, dreiseitig geschlossenem Chor (mit Wand- und Deckenmalereien aus der Erbauungszeit) und Chorscheitelsakristei sowie vorgelagertem, viergeschossigem Westturm. Auf dem umgebenden ehemaligen Kirchhof Grabkreuze des 17. und 18. Jahrhunderts. | ab 1320 | 15.07.1988              | 75              |
| Wirtschaftsgebäude | Wirtschaftsgebäude | Dollendorf Maiplatz 2 Karte | Freistehendes, traufenständiges, zweigeschossiges, ehemaliges Wirtschaftsgebäude (Scheune und Stall) zum Wohnhaus Maiplatz 1, Bruchstein verputzt, rechter Giebel und rückwärtige Traufseite im Obergeschoss Fachwerk. | 18. Jahrhundert | 31.10.1988              | 178             |
| Ehemalige Hofanlage | Ehemalige Hofanlage | Dollendorf Maiplatz 4 Karte | Giebelständiges, zweigeschossiges Wohnhaus; Giebel Bruchstein; Traufseiten Fachwerk. | 18. Jahrhundert | 31.10.1988              | 177             |
| weitere Bilder | Burg Dollendorf | Dollendorf Schloßthal Karte | Ca. zwei Kilometer nördlich von Dollendorf, am Westrand der Ortslage Schloßthal, auf einem zum Ahrtal im Osten und zum Lampertstal im Norden und Westen steil abfallenden Plateau, vom Hinterland durch Halsgraben und Wall abgetrennt, Ruine der ehemaligen Burg Dollendorf, genannt „Schloß Dahl“. Schloßthal, ursprünglich von einer Ringmauer umgeben, von der vor allem an der Talseite noch Reste in den Außenmauern der Wohnhäuser erhalten sind, bildete das „Tal Dollendorf“. Vom aufgehenden Mauerwerk der Burg sind nur geringe Teile original erhalten; umfangreiche Restaurierungen und Rekonstruktionen; im Innenbereich große Schutt und Versturzmassen sowie möglicherweise noch partiell intakte Kellerpartien.                                              | Hauptbausubstanz 14. Jahrhundert; 1810 Verkauf auf Abbruch | 15.07.1988              | 142             |
| Heiligenhäuschen | Heiligenhäuschen | Dollendorf vor Schloßthal Nr. 2 Karte                                                                                            | Ca. zwei Meter hoher, verputzter Bruchstein-Bildstock; an der vorderen Giebelseite tiefe, halbrund geschlossene, vergitterte Figurennische mit neuer Marienstatue. | 18. Jahrhundert | 15.07.1988              | 144             |
| Hofanlage | Hofanlage | Dollendorf Weilerstraße 9 Karte                                                                                                  | Aus Bruchstein errichteter, verputzter Winkelhof mit giebelständigem, zweigeschossigem Wohnhaus und nach links rechtwinklig anschließendem Wirtschaftstrakt mit korbbogiger Scheuneneinfahrt. | 1843 | 15.07.1988              | 87              |
| Hofanlage | Hofanlage | Freilingen Industriestraße 7 Karte                                                                                               | Ehemaliger Winkelhof mit giebelständigem, zweigeschossigem Fachwerk-Wohnhaus; der später daran rechtwinklig nach rechts angebaute ehemalige Wirtschaftstrakt wurde teilweise durch ein massives Wohnhaus ersetzt. | 18. Jahrhundert; im 19. Jahrhundert erweitert | 31.10.1988              | 179             |
| Wohnhaus | Wohnhaus | Freilingen Lommersdorfer Straße 2 Karte                                                                                          | Repräsentatives, giebelständiges, zweigeschossiges, aus Bruchstein errichtetes, verputztes Wohnhaus einer ehemaligen Hofanlage. | um 1700 | 15.07.1988              | 91              |
| weitere Bilder | Kath. Kapelle St. Martin | Freilingen Marienplatz 1 Karte                                                                                                   | Dreiachsige, aus Bruchstein errichtete, verputzte Saalkirche mit Westportal; dreiseitiger Chorschluss; Dachreiter mit achtseitiger, spitzer Haube. | Erbaut 1684; um ein Joch nach W erweitert 1956 | 15.07.1988              | 89              |
| Ehemalige Schule, jetzt Büro                                                                                                | Ehemalige Schule, jetzt Büro                                                                                                | Freilingen Martinusstraße 2 Karte                                                                                                | Giebelständiger, eingeschossiger, am straßenseitigen Giebel zwei-, an der rechten Traufseite vierachsiger, verputzter Bruchsteinbau. | Erste Hälfte 19. Jahrhundert | 15.07.1988              | 92              |
| Ehemaliger Bahnhof Freilingen, jetzt Wohnhaus                                                                               | Ehemaliger Bahnhof Freilingen, jetzt Wohnhaus                                                                               | Freilingen Oberahreck 1 Karte | Ehemalige Bahnhofsanlage mit Empfangsgebäude, Stückgutschuppen und Toilettengebäude. | um 1914 | 15.07.1988              | 90              |
| Hofanlage | Hofanlage | Freilingen Steinstraße 41 Karte                                                                                                  | Traufenständiger, ehemaliger Fachwerk-Streckhof mit eineinhalbgeschossigem Wohntrakt in der rechten Haushälfte; der ehemalige Wirtschaftstrakt wurde teilweise zu Wohnzwecken ausgebaut. | um 1700 | 15.07.1988              | 93              |
| Wegekreuz | Wegekreuz | Hüngersdorf An der Maiheck, Verlängerung Karte                                                                                   | Mehrteiliger, ca. zwei Meter hoher Kreuzesaufbau aus rotem Sandstein; Schaft mit verwitterter Inschrift. | 1857 | 15.07.1988              | 95              |
| Ehemalige Schule | Ehemalige Schule | Hüngersdorf Annastraße 30 Karte                                                                                                  | Traufenständiger, eineinhalbgeschossiger, an der straßenseitigen Traufseite, mit dem Eingang in der Mittelachse, drei-, am linken Giebel zweiachsiger, modern verputzter Bruchsteinbau. | um 1840 | 15.07.1988              | 97              |
| Wasserpumpe | Wasserpumpe | Hüngersdorf Annastraße 30 Karte                                                                                                  | Handschwengelpumpe; gusseiserner Pumpenkörper mit kanneliertem Schaft und Auslauf in Fischmaulform. | 19. Jahrhundert | 15.07.1988              | 96              |
| Kath. Kapelle zur Hl. Mutter Anna                                                                                           | Kath. Kapelle zur Hl. Mutter Anna                                                                                           | Hüngersdorf Kapellenplatz 1 Karte                                                                                                | Aus Bruchstein errichtete, verputzte Saalkirche mit halbrund geschlossenem Chor und hohem Dachreiter mit achtseitiger, spitzer Haube auf dem Westteil des schiefergedeckten Satteldaches. | 17. Jahrhundert | 15.07.1988              | 94              |
| Wirtschaftsgebäude | Wirtschaftsgebäude | Hüngersdorf Steinbergstraße 4 Karte                                                                                              | Giebelständiger, aus Bruchstein erbauter, verputzter Wirtschaftstrakt (Stall und Scheune) einer mehrteiligen Hofanlage. | 18. Jahrhundert | 15.07.1988              | 98              |
| Ehemalige Schmiede, jetzt Wohnhaus                                                                                          | Ehemalige Schmiede, jetzt Wohnhaus                                                                                          | Hüngersdorf Steinbergstraße 5 Karte                                                                                              | Traufenständiges, zweigeschossiges, unverputztes Bruchsteingebäude. Ehemalige Schmiede der Hofanlage Steinbergstr. 8; zu Wohnzwecken ausgebaut. | um 1910 | 15.07.1988              | 99              |
| Hofanlage | Hofanlage | Hüngersdorf Steinbergstraße 8 Karte                                                                                              | Winkelhofanlage mit massivem, verputztem, giebelständigem, zweigeteiltem, zu unterschiedlichen Zeiten errichteten Wohnhaus: An die jüngere, rechte, zweigeschossige, an der hofseitigen Traufwand vier-, am Giebel zweiachsige Haushälfte schließt sich links der ältere, im Erdgeschoss drei-, im Obergeschoss einachsige Hausteil an; rechtwinklig angebaut Fachwerk-Wirtschaftstrakt. | 1666 und 19. Jahrhundert | 15.07.1988              | 100             |
| Wegekapelle St. Hermann Josef                                                                                               | Wegekapelle St. Hermann Josef                                                                                               | Hüngersdorf Steinbergstr. – Verlängerung/K43; Flur: Auf Steinen Morgen, Flurstück 103 Karte                                      | Stiftung nach Gelöbnis des Rittmeisters Heinrich Joseph von Roesgen (aus der Gutsbesitzerfamilie des Hofes Vellen – heute Vellerhof). Nach Osten orientierte, kleine, dreiseitig geschlossene, verputzte Bruchsteinkapelle mit kleinem Dachreiter über der Westhälfte, vier vermauerten spitzbogigen Fenstern und schmalem spitzbogigem Eingang am Westgiebel. Der Innenraum mit altem Sandsteinplattenboden; Ausstattung neu. (Quelle u. a.: Inschrifttafel an der Kapelle) | 1864 | 15.07.1988              | 131             |
| Vellerhof | Vellerhof | Hüngersdorf Vellerhof 2 Karte | Große, ehemals vierflügelige Hofanlage (sämtliche Wirtschaftsgebäude erneuert); das herrenhausähnliche Wohnhaus, ein repräsentativer, zweigeschossiger Barockbau mit hohem Mansardwalmdach; Anbau in barockisierenden Formen mit Mansarddach, Kapellenerker und Dachreiter. | Zweite Hälfte 18. Jahrhundert; Anbau 1928 | 15.07.1988              | 154             |
| Vellerhof, Kapelle | Vellerhof, Kapelle | Hüngersdorf Vellerhof 2 Karte | Kleiner, verputzter, dreiseitig geschlossener Bruchsteinbau mit spitzbogigen Öffnungen und verschiefertem Dachreiter. | 1888 (auf älteren Fundamenten) | 15.07.1988              | 154             |
| Bildstock | Bildstock | Hüngersdorf Vellerhof 2 Karte | Ca. zwei Meter hoher Aufbau: Auf Bruchstein-Unterbau mit Datierung Gesimsplatte mit aufwändig gestalteter Nischenarchitektur aus Buntsandstein. | 1825 | 15.07.1988              | 155             |
| Memorienkreuz | Memorienkreuz | Hüngersdorf Vellerhof, Waldfriedhof Karte                                                                                        | Möglicherweise ehemaliges Grabkreuz für „Franz Röschen aus dem Hause Vellen“, inschriftlich datiert; ca. zwei Meter hoher Aufbau aus rotem Sandstein, Kreuz mit Flachrelief-Korpus in bäuerlichen Formen. Vom aufgelassenen alten Friedhof transloziert. | 1820 | 15.07.1988              | 156             |
| Wegekreuz | Wegekreuz | Hüngersdorf Vellerhof (Nähe Kläranlage) Karte                                                                                    | Ca. 150 cm hoher Aufbau aus rotem Sandstein: Auf breitem, konischem Sockelstein mit inschriftlicher Datierung hochrechteckiger Schaft mit abgewittertem Inschriftfeld, darüber spitzbogige Sakramentsnische mit originalem, gotisierendem Gitter. | 1842 | 15.07.1988              | 157             |
| Burg Neuweiler | Burg Neuweiler | Hüngersdorf Flur: Der Leienberg, Flurstück: 69 Karte                                                                             | Auf kegelförmigem Hügel durch sehr tiefen Halsgraben abgetrennte Spornburg; erhalten sind diverse Fundament- und aufgehende Reste von kleinteiligem Bruchsteinmauerwerk; früh zerstört. | mittelalterlich, vielleicht 11./12. Jahrhundert | 15.07.1988              | 143             |
| Wegekreuz | Wegekreuz | Lindweiler Münstergasse / Rohrer Straße Karte                                                                                    | Ca. zwei Meter hohes, erneuertes, hölzernes Wegekreuz; neugotischer, hölzerner Kruzifixus mit erneuerter Fassung. | Zweite Hälfte 19. Jahrhundert | 15.07.1988              | 101             |
| Memorienkreuz | Memorienkreuz | Lommersdorf Aremberger Straße – Verlängerung K41 Karte                                                                           | Ca. ein Meter hohes, aus hellem Sandstein gearbeitetes Kleeblattkreuz mit Inschrift und stilisiertem Totenkopf in Flachrelief auf dem Schaft. Inschrift: „Zum Andenken Maria Katharina Zimmermann von Lommersdorf geb. am 9. April 1858 gest. am 18. Juli 1875“ | 1875 | 15.07.1988              | 106             |
| Hofanlage | Hofanlage | Lommersdorf Beerenstraße 1 Karte                                                                                                 | Winkelhofanlage mit hofseitig erschlossenem, traufenständigem, zweigeschossigem, dreiachsigem Wohnhaus; Erdgeschoss massiv, Obergeschoss Fachwerk mit profiliertem Schwellbalken und eingehälsten Ankerbalken; der gleichzeitige Wirtschaftstrakt im Unterbau massiv, im Oberbau Fachwerk. | 17./frühes 18. Jahrhundert | 15.07.1988              | 105             |
| Hofanlage | Hofanlage | Lommersdorf Ehdorfstraße 4 Karte                                                                                                 | Kleine Fachwerk-Winkelhofanlage mit giebelständigem, zweigeschossigen, zur Hofseite dreiachsigem Wohnhaus; das Erdgeschoss am straßenseitigen Giebel und an der rückwärtigen Traufwand massiv. Fachwerk mit geknickten Fußbändern, weitgehend originalen Fensteröffnungen, im Obergeschoss eingehälsten Ankerbalken. Der rechtwinklig anschließende Wirtschaftstrakt nur noch am Giebel Fachwerk, ansonsten modern massiv erneuert. | 18. Jahrhundert | 15.07.1988              | 107             |
| Wegekreuz | Wegekreuz | Lommersdorf Freilinger Straße / Nippes Karte                                                                                     | Ca. zwei Meter hohes, aus rotem Sandstein gearbeitetes Prozessionskreuz mit weit vorkragender Sakramentskonsole und kleinem, glattem Kreuzabschluss mit moderner Galvano-Dekoration; inschriftliche Datierung auf dem Kreuzesstamm. | 1873 | 11.05.2000              | 189             |
| Wegekreuz | Wegekreuz | Lommersdorf Hohlweg / Hühnerberg Karte                                                                                           | Ca. drei Meter hohes Sandstein-Prozessionskreuz auf modernem, dreistufigem Sockel. Aufwändig gestalteter Schaft mit floral dekoriertem Unterbau und darüber von Pilastern flankierte Sakramentsnische; auf gewölbtem Sockel mit Eichenblattornamenten schlichtes Kreuz mit vollplastischem Korpus. | Schaft 18. Jahrhundert; Kruzifixus und Kreuz 19. Jahrhundert | 15.07.1988              | 108             |
| Wohnhaus | Wohnhaus | Lommersdorf Neuhofer Straße 24 Karte                                                                                             | Giebelständiges, zweigeschossiges, hofseitig erschlossenes Wohnhaus einer ehemaligen Winkelhofanlage; Erdgeschoss massiv, die Fensteröffnungen mit Werksteingewänden; Obergeschoss Fachwerk; Datierung auf dem Türsturz. Rückwärtig anschließend Fachwerkrest des ehemaligen Wirtschaftstraktes. | 1830 | 31.10.1988              | 181             |
| Jodokuskapelle | Jodokuskapelle | Lommersdorf Neuhofer Str. – Verlängerung Karte                                                                                   | Kleine, achteckige, aus Bruchstein errichtete und verputzte Wegekapelle; innen auf altartischähnlichem Unterbau vollrund gearbeitete Skulptur des hl. Jodokus (18. Jh.). | 1834 | 15.07.1988              | 102             |
| Hofanlage | Hofanlage | Lommersdorf Ringstraße 10 Karte                                                                                                  | Fachwerk-Winkelhofanlage mit giebelständigem, zweigeschossigem, hofseitig erschlossenem Wohnhaus; Fachwerk in Stockwerksbauweise mit eingehälsten Bund- und Ankerbalken, leicht profiliertem Rähm und Schrägstreben an den Traufseiten; an der massiven, vorderen Erdgeschosshälfte der rückwärtigen Traufseite Backofenanbau; Fensteröffnungen überwiegend in Originalgröße. Der jüngere, in mehreren Bauphasen errichtete, rechtwinklig anschließende Wirtschaftstrakt nur noch am hofseitigen Oberbau Fachwerk, ansonsten modern massiv erneuert. | 18./19. Jahrhundert | 15.07.1988              | 109             |
| weitere Bilder | Kath. Pfarrkirche St. Philippus und Jakobus                                                                                 | Lommersdorf Ringstraße 19 Karte                                                                                                  | Vierachsige, aus Bruchstein errichtete und verputzte, dreischiffige Hallenkirche mit dreiseitig geschlossenem Chor und eingezogenem, zweigeschossigem Westturm mit Westportal; an der Chornordwand Sakristei. Unter dem Dach, in den oberhalb des Gewölbes gelegenen romanischen Mittelschiffsmauern, in der Südwand drei schmale, rundbogige Fensteröffnungen, denen in der Nordwand drei Nischen entsprechen. Der Innenraum mit Kreuzrippengewölbe auf Rundpfeilern und zum Teil figürlichen Konsolen; im Chor Sterngewölbe; in der Sakristei Kreuzrippengewölbe mit figürlichem Schlussstein. Barockaltar, zweite Hälfte 17. Jahrhundert; in der Südwestecke des Chores Rest eines sechseckigen, romanischen Taufsteins; Orgelempore 19. Jahrhundert.                      | Im Mittelschiff Reste einer romanischen Saalkirche, Ende 12. Jahrhundert; Erweiterungen 1537 und 19. Jahrhundert.                                                 | 15.07.1988              | 103             |
| Alter Kirchhof mit Friedhofskreuz, Heiligenfigur und Kriegerdenkmal                                                         | Alter Kirchhof mit Friedhofskreuz, Heiligenfigur und Kriegerdenkmal                                                         | Lommersdorf Ringstraße 19 Karte                                                                                                  | Kirchhof mit Grabkreuzen des 18. und 19. Jahrhunderts in neuer Aufstellung; ca. drei Meter hohes, aus Sandstein gearbeitetes Friedhofskreuz; auf Bruchsteinmauer ca. achtzig cm hohe, aus Buntsandstein gearbeitete Skulptur eines Heiligen. Ca. zwei Meter hohes Kriegerdenkmal aus Kalkstein mit der Darstellung eines sterbenden Kriegers. | Kirchhof ab Ende 12. Jahrhundert; Friedhofskreuz, erste Hälfte 19. Jahrhundert; Heiligenfigur, 18. Jahrhundert; Kriegerdenkmal, nach 1918.                        | 15.07.1988              | 104             |
| Ehemaliger Bahnhof Mülheim, jetzt Ferienheim                                                                                | Ehemaliger Bahnhof Mülheim, jetzt Ferienheim                                                                                | Mülheim Bahnstraße 11 Karte | Ehemalige Bahnhofsanlage mit Empfangsgebäude, Stückgutschuppen und freistehendem Toilettengebäude. | um 1914 | 15.07.1988              | 111             |
| Wohnhaus | Wohnhaus | Mülheim Eichergasse 1 Karte | Giebelständiges, zweigeschossiges, Fachwerk-Wohnhaus; die hofseitige Traufwand im Erdgeschoss verbrettert, der straßenseitige Giebel im Erdgeschoss massiv, Obergeschoss und Giebeldreieck modern verkleidet; die rückwärtige Traufwand mit Backofenanbau. | Anfang 19. Jahrhundert | 15.07.1988              | 112             |
| Kath. Pfarrkirche St. Johann Baptist                                                                                        | Kath. Pfarrkirche St. Johann Baptist                                                                                        | Mülheim Pützgasse Karte | Nach Osten orientierte, aus Bruchstein errichtete, verputzte Saalkirche mit dreiseitig geschlossenem Chor und schlankem, sechsseitigem Dachreiter über dem westlichen Joch; Sakristeianbau an der Nordseite, die Südseite mit vier großen, sandsteingerahmten Rundbogenfenstern; gerade, oben abgeschrägte Strebepfeiler; kreuzrippengewölbter Innenraum. Drei Holzaltäre, Kanzel und Taufstein des 18. Jahrhunderts. Auf dem ehemaligen Kirchhof Basalttaufstein wohl des 16. Jahrhunderts, in den Stützmauern vermauert Grabkreuze des 16. bis 18. Jahrhunderts. | 1730 – 1737 vom örtlichen Maurermeister Cazzuola errichtet | 15.07.1988              | 110             |
| Hofanlage | Hofanlage | Mülheim Talgasse 4 Karte | Repräsentativer Fachwerk-Winkelhof mit giebelständigem, zweigeschossigem Wohnhaus. Fachwerk in Geschossbauweise; das Obergeschoss am straßenseitigen Giebel auf profilierten Knaggen-, an der hofseitigen Traufwand auf glatten Bügen vorgekragt; rückwärts anschließend Fachwerk-Wirtschaftstrakt mit rechtwinklig angebauter, großer Fachwerk-Scheune. | 17./Anfang 18. Jahrhundert | 31.10.1988              | 182             |
| Wegekreuz | Wegekreuz | Mülheim Talgasse, Verlängerung = Landstraße von Blankenheim nach Mülheim Karte                                                   | Ca. zwei Meter hohes Gedenkkreuz aus hellem Sandstein; über kleinem mehrfach profilierten Sockel, Schaft mit Inschrift und gotisierendem Maßwerk; auf vorkragender Verdachung neugotisches Nasenkreuz mit modernem Korpus; Inschrift: Andenken an Johann Wassong aus Mülheim starb den Heldentod bei Bapaume am 3. Januar 1871 R.I.P.; zugehörig das gleichzeitige, umgebende, gusseiserne Gitter. | nach 1871 | 15.07.1988              | 113             |
| Hofanlage | Hofanlage | Mülheim Tiefgasse 4 Karte | Kleines traufenständiges, über hohem Bruchsteinsockel eineinhalbgeschossiges Fachwerk-Wohnhaus mit massiv erneuerten Giebelwänden. Zugehörig jüngeres Fachwerk-Wirtschaftsgebäude an der rückwärtigen Hofseite. | 18./19. Jahrhundert | 15.07.1988              | 114             |
| Wohnhaus | Wohnhaus | Mülheim Tiefgasse 8 Karte | Giebelständiges, eineinhalbgeschossiges, hofseitig erschlossenes Fachwerk-Wohnhaus einer kleinen Winkelhofanlage. | 18. Jahrhundert | 15.07.1988              | 115             |
| Kath. Kapelle St. Michael und St. Brigida                                                                                   | Kath. Kapelle St. Michael und St. Brigida                                                                                   | Nonnenbach Kapellenweg 2 Karte                                                                                                   | Nach Osten orientierter, kleiner, verputzter Bruchstein-Saalbau mit dreiseitig geschlossenem Chor und quadratischem Dachreiter mit spitzem achteckigem Helm über dem Westgiebel; auf dem Türsturz inschriftlich datiert. | 1851 | 15.07.1988              | 116             |
| Hofanlage | Hofanlage | Nonnenbach Lucht 13 Karte | Winkelhofanlage mit giebelständigem, zweigeschossigem, verputztem Bruchstein-Wohnhaus und rechtwinklig anschließendem Fachwerk-Wirtschaftstrakt; auf dem Türsturz inschriftlich datiert. | 1863 | 15.07.1988              | 117             |
| Wohnhaus | Wohnhaus | Reetz Hardtstraße 1 Karte | Traufenständiges, zweigeschossiges, hofseitig erschlossenes Wohnhaus einer ehemaligen Winkelhofanlage; Erdgeschoss massiv, Obergeschoss Fachwerk, Backofenanbau an der rückwärtigen Traufseite. | 18. Jahrhundert | 15.07.1988              | 119             |
| Wohnhaus | Wohnhaus | Reetz Langenbusch 1 Karte | Giebelständiges, auf hohem steinsichtig belassenem Bruchsteinsockel eineinhalbgeschossiges Fachwerk-Wohnhaus. Fachwerk in Geschossbauweise; das Obergeschoss am straßenseitigen Giebel auf gekehlten Knaggen vorgekragt; die linke Traufseite massiv erneuert. | frühes 17. Jahrhundert | 15.07.1988              | 120             |
| Burg Reetz, sog. Burghaus                                                                                                   | Burg Reetz, sog. Burghaus                                                                                                   | Reetz Langenbusch 8 Karte | Mächtiges, traufenständiges, auf hohem Sockelgeschoss zweigeschossiges, verputztes Bruchsteingebäude mit Holzstockfenstern und Backofenanbau an der straßenseitigen Traufwand. | 16./17. Jahrhundert | 15.07.1988              | 121             |
| Wegekreuz | Wegekreuz | Reetz Langenbusch, links neben Nr. 16 Karte                                                                                      | Ca. zweieinhalb Meter hohes, aus rotem Sandstein gearbeitetes Wegekreuz. Auf glattem Schaft flachbogiger Nischenaufbau mit Darstellung der Maria im Flachrelief; darüber Kreuz mit vollplastischem, bäuerlichem Korpus; inschriftlich datiert. | 1849 | 15.07.1988              | 122             |
| Kath. Pfarrkirche St. Margareta                                                                                             | Kath. Pfarrkirche St. Margareta                                                                                             | Reetz Oberdorf 1 Karte | Nach Osten orientierte, dreiachsige, aus Bruchstein erbaute, verputzte Saalkirche mit quadratischem, sterngewölbtem Chor und daran anschließender, dreiseitig geschlossener Sakristei und vorgelagertem, dreigeschossigem Westturm mit achtseitigem, spitzem Helm. Hochaltar, Ende 17. Jahrhundert; zwei Seitenaltäre, geweiht 1657; die Mensa des rechten Seitenaltares inschriftlich datiert 1561; Kreuzigungsgruppe über dem Triumphbogen 16. Jahrhundert. | Turm und Chor spätgotisch; Sakristei 17. Jahrhundert; Neubau des Schiffes 1975                                                                                    | 15.07.1988              | 118             |
| Brunnen, „Rüsche-Pötz“ | Brunnen, „Rüsche-Pötz“ | Ripsdorf Halfenstraße 6 Karte | Rechteckige, aus Bruchsteinquadern gemauerte und geschlämmte Brunnenstube, abgedeckt mit drei großen Sandsteinplatten. Der Zugang an der Vorderseite mit erneuerter Holzblockrahmung und neuer Tür; Kurbel und Winde im Inneren alt. | 18. Jahrhundert | 15.07.1988              | 126             |
| Wegekreuz | Wegekreuz | Ripsdorf Halfenstraße – Verlängerung Flur „Auf Bämeln“ Karte                                                                     | Ca. ein halber Meter hohes, flaches, aus Sandstein gearbeitetes, durch Voluten in den Zwickeln der kurzen Kreuzarme fast auf ein Oval reduziertes Memorienkreuz, Inschrift verwittert. | 17. Jahrhundert | 10.11.1987              | 14              |
| Wegekreuz | Wegekreuz | Ripsdorf Hauptstraße vor Nr. 1 / Am Heiligenhäuschen; Flur: Am Heiligenhäuschen Karte                                            | Ca. zwei Meter hohes, aus Buntsandstein gearbeitetes Prozessionskreuz; auf profilierter, rechteckiger Sockelplatte Pfeilerschaft mit Engelskopfkonsole, darüber rundbogig gerahmt Flachrelief der Maria mit dem Kind, glattes Kleeblattkreuz mit Kruzifixus im Flachrelief. | Mitte 18. Jahrhundert | 15.07.1988              | 130             |
| Wegekreuz | Wegekreuz | Ripsdorf Hauptstraße 44 Karte | Ca. drei Meter hohes, aus Buntsandstein gearbeitetes Prozessionskreuz; über einem halbrund vorgezogenen, mit einer Inschrift versehenen und wohl verkürzten Schaft vorkragendes Gesims, darüber flache Sakramentsnische mit der Darstellung der Auferstehung im Flachrelief, bekrönt von zwei Puttenportraits; darauf über einer Engelskonsole schlichtes Kreuz mit Kruzifixus im Hochrelief. | Mitte 18. Jahrhundert | 15.07.1988              | 127             |
| Ehemaliger Pfarrhof | Ehemaliger Pfarrhof | Ripsdorf Hauptstraße 53/51a Karte                                                                                                | Repräsentatives, unmittelbar am ehemaligen Kirchhof gelegenes und von dort an seiner Westseite erschlossenes, zur Hauptstraße giebelständiges, zweigeschossiges, drei- zu fünfachsiges Pfarrhaus mit Eckquaderung und hohem Walmdach. Rückseitig anschließend, entlang der Hauptstraße der ehemalige Wirtschaftstrakt; daran rechtwinklig angebaut die ehemalige, in Mauerankern in das Jahr 1769 datierte und 1953 zum Gemeinschaftshaus umgebaute Scheune. | Pfarrhaus inschriftlich datiert auf dem Sturz des Haupteingangs 1775                                                                                              | 15.07.1988              | 128             |
| Kath. Pfarrkirche St. Johann Baptist                                                                                        | Kath. Pfarrkirche St. Johann Baptist                                                                                        | Ripsdorf Hauptstraße 55 Karte | Nach Osten orientierte, dreiachsige, aus Bruchstein erbaute und verputzte, schiefergedeckte, zweischiffige Hallenkirche mit schmalerem, niedrigerem, dreiseitig geschlossenem Chor mit zweijochigem Sakristeianbau an der Nordseite. Das Schiff mit spitzbogigen, zweibahnigen Maßwerkfenstern und oben abgeschrägten, zweifach abgetreppten Strebepfeilern. Massiger, vorgelagerter, an der Westseite vierfach abgetreppter, an der Nordseite glatt abgeböschter, viergeschossiger Westturm mit schiefergedecktem Rhombendach. Turmerdgeschoss mit Kreuzrippengewölbe und spitzbogiger Öffnung zum durch zwei Mittelsäulen toskanischer Ordnung zweigeteilten Kirchenraum. Vor der Turmhalle Taufstein, um 1500.                                                             | Turm und Langhaus spätgotisch; 1667 Einwölbung erneuert; 1716 Neubau von Chor und Sakristei; 1894 Aufstockung des Turmes.                                         | 15.07.1988              | 124             |
| Ehemaliger Friedhof, südlich der katholischen Pfarrkirche St. Johann Baptist, Friedhofskreuz, Soldatengräber und Grabkreuze | Ehemaliger Friedhof, südlich der katholischen Pfarrkirche St. Johann Baptist, Friedhofskreuz, Soldatengräber und Grabkreuze | Ripsdorf Hauptstr. 55 Karte | Friedhofskreuz: Ca. vier Meter hoher Kreuzaufbau; auf schlichter Sockelplatte floral dekorierter Schaft, auf ausladender Gesimsplatte pilasterflankierte Sakramentsnische, darüber schlichtes Kreuz mit vollrund gearbeitetem Kruzifixus. Soldatengräber des Zweiten Weltkrieges mit kleinen Grabkreuzen aus rotem Sandstein. An der Kirchenwand aufgestellt bzw. in der Friedhofsmauer eingesetzt ehemalige Grabkreuze. | Friedhofskreuz, inschriftlich datiert 1886; Grabkreuze 17./18. Jahrhundert                                                                                        | 15.07.1988              | 125             |
| Ehemaliges Wohnhaus einer barocken Hofanlage; heute Hotel                                                                   | Ehemaliges Wohnhaus einer barocken Hofanlage; heute Hotel                                                                   | Ripsdorf Hauptstraße 74 / Tränkgasse Karte                                                                                       | Im Kern barockes, giebelständiges, zweigeschossiges, aus Bruchstein erbautes, verputztes Wohnhaus; stark verändert, in Umriss und Proportion erhalten, in städtebaulich wichtiger Lage. | 18. Jahrhundert | 15.07.1988              | 129             |
| Wegekreuz | Wegekreuz | Ripsdorf Ripsdorfer Mühle (an der Zufahrt, links am Hang) Karte                                                                  | Ca. ein Meter hohes, flaches, aus Sandstein gearbeitetes, durch Voluten in den Zwickeln der kurzen Kreuzarme fast auf ein Oval reduziertes Memorienkreuz; umgeben von Inschrift im Zentrum Vesperbild und darunter auf dem Schaft stilisierter Totenkopf jeweils im Flachrelief. | 18. Jahrhundert | 10.11.1987              | 13              |
| Hofanlage | Hofanlage | Ripsdorf Tränkgasse 1 Karte | Giebelständiges, auf hohem, unverputzten Sockelgeschoss zweigeschossiges Fachwerk-Wohnhaus einer Winkelhofanlage; Fachwerk in Geschossbauweise mit über doppelt gekehlten Bügen vorkragendem Obergeschoss. Rechts neben dem Eingang an der Linken Traufseite mächtiger, unverputzter Backofenvorbau aus Bruchstein. Der rückwärtige Teil des Wohnhauses wurde beim Wiederaufbau massiv erneuert. Der links anschließende Wirtschaftstrakt im Erdgeschoss Bruchsteinquadermauerwerk, das Obergeschoss verbrettert. | um 1700; Wiederaufbau nach Brand um 1936 | 31.10.1988              | 183             |
| Wohnhaus | Wohnhaus | Ripsdorf Tränkgasse 3 Karte | Giebelständiges, über hohem, massivem Sockel eineinhalbgeschossiges, von der linken Traufseite erschlossenes Fachwerk-Wohnhaus einer ehemaligen Winkelhofanlage. | 18. Jahrhundert | 15.07.1988              | 133             |
| Wegekreuz | Wegekreuz | Rohr Friedhofsweg 2 Karte | In der neuen Vorgarten-Stützmauer des ehemaligen Pfarrhauses eingesetzt, Fragment eines Wegekreuzes; in kleiner, flachbogiger Nische überarbeitetes Hochrelief des hl. Wendelinus. | Inschriftlich datiert: 1543 | 15.07.1988              | 136             |
| Neuer Friedhof | Neuer Friedhof | Rohr Friedhofsweg, rechts neben Nr. 25 Karte                                                                                     | In der Friedhofsmauer eingesetzt Grabkreuze des 16.–18. Jahrhunderts. | | 15.07.1988              | 135             |
| Ehemalige Burg | Ehemalige Burg | Rohr Hochstraße 1 Karte | Von der ehemals weitläufigen Burganlage ist lediglich ein Rest der Vorburg, das sog. „ehemalige Gesindehaus“, ein giebelständiger, zweigeschossiger, verputzter Bruchsteinbau mit rundem, nach Kriegszerstörung wieder aufgebautem Eckturm und Resten der Bruchstein-Umfassungsmauern erhalten. | Gründung der Burg: 13./14. Jahrhundert; Turm: 15./16. Jahrhundert; Gesindehaus: 1724, im Kern älter.                                                              | 15.07.1988              | 138/139         |
| Rest der ehemaligen katholischen Kapelle St. Antonius Eremita                                                               | Rest der ehemaligen katholischen Kapelle St. Antonius Eremita                                                               | Rohr Leopoldstraße 3 Karte | Rest der ehemaligen katholischen Kapelle St. Antonius Eremita; später Lagerschuppen; modern zu Wohnzwecken ausgebaut. Kleiner, giebelständiger, nach Osten orientierter, unverputzter Bruchsteinbau mit dreiseitig geschlossenem Chor und dem Rest eines spitzbogigen Dreipassfensters in der Nordwand. | Erbaut 1542; 1864 Abbruch der westlichen Gebäudehälfte. | 15.07.1988              | 137             |
| Wohnhaus, Rest eines Wohn-Stallhauses                                                                                       | Wohnhaus, Rest eines Wohn-Stallhauses                                                                                       | Rohr Tondorfer Straße 3 Karte | Giebelständiges, zweigeschossiges, von der linken, hofseitigen Traufseite erschlossenes Fachwerk-Wohnhaus; der Giebel mit eng stehendem Ständer-Riegel Fachwerk und profiliertem Schwellbalken im Obergeschoss. Der rückwärtige, ehemalige Wirtschaftstrakt wurde durch einen massiven Wohnhausanbau ersetzt. | um 1700 | 15.07.1988              | 140             |
| Kath. Pfarrkirche St. Wendelinus                                                                                            | Kath. Pfarrkirche St. Wendelinus                                                                                            | Rohr Wendelinusstraße. 1 Karte                                                                                                   | Nach Osten orientierte, dreiachsige, aus Bruchstein erbaute und steinsichtig belassene, schiefergedeckte, im neugotischen Formenkanon errichtete Saalkirche mit schmalerem, niedrigerem, dreiseitig geschlossenem Chor mit zwei kleinen Sakristeianbauten an Süd- und Nordseite. Vorgelagerter, viergeschossiger, verputzter Westturm mit schmalen Fensteröffnungen, spitzem, achteckigem Helm und spitzbogigem Portal. | 1864 | 15.07.1988              | 134             |
| weitere Bilder | Marienkapelle | Uedelhoven Ahrdorfer Straße, Verlängerung nach Süden Karte                                                                       | Kleine, aus Bruchstein errichtete, verputzte Wegekapelle mit spitzbogigem Zugang und außen spitz zulaufendem, innen dreiseitigem Chorschluss. | Inschriftlich datiert: 1888 | 10.11.1987              | 15              |
| weitere Bilder | Ehemalige Schule | Uedelhoven Alte Schulstraße 10 Karte                                                                                             | Großer, giebelständiger, zweigeschossiger, von der vierachsigen rechten Traufseite über eine Freitreppe erschlossener, verputzter Bruchsteinbau mit Satteldach. | Inschriftlich datiert: 1710; weitgehende Veränderungen im 19. Jahrhundert                                                                                         | 15.07.1988              | 148             |
| weitere Bilder | Wohnhaus; Rest einer barocken Hofanlage                                                                                     | Uedelhoven In den Eichen 2 Karte                                                                                                 | Repräsentatives, giebelständiges, zweigeschossiges, von der fünfachsigen rechten Traufseite über eine Freitreppe erschlossenes, aus Bruchstein errichtetes und verputztes Wohnhaus mit Krüppelwalmdach; alle Öffnungen mit Werksteingewänden, Stichbogen und Falz; Wirtschaftsgebäude neu. | Inschriftlich datiert: 1794 | 15.07.1988              | 149             |
| weitere Bilder | Dreifaltigkeitskapelle | Uedelhoven In den Eichen; Zufahrt rechts von Nr. 21 / Kiefernhain Karte                                                          | Kleine, nach Norden orientierte, aus Bruchstein errichtete und rau verputzte, dreiseitig geschlossene Wegekapelle mit spitzbogigem, ungerahmtem Eingang; spitztonnengewölbter Innenraum mit spitzbogiger Figurennische. (Das aus der Dreifaltigkeitskapelle stammende Holzrelief des Gnadenstuhl (= Denkmal Nr. 145) befindet sich heute in der kath. Pfarrkirche St. Mariä Himmelfahrt in Uedelhoven.) | 19. Jahrhundert | 15.07.1988              | 152             |
| weitere Bilder | Kriegerdenkmal | Uedelhoven Kreuzstraße, gegenüber Nr. 5 Karte                                                                                    | Repräsentative, auf einem dreieckigen Hanggrundstück aus Grauwacke und Buntsandstein bühnenbildartig inszenierte und bewusst in die Natur integrierte, großräumige Anlage: Eine Freitreppe aus Buntsandstein führt über zwei Podeste zu einer asymmetrischen von einer Bruchsteinbrüstung ummauerten, rechts gerundeten Rasen-Terrasse mit dem eigentlichen Denkmal, einem querrechteckiger Unterbau mit einem ca. zwei Meter hohen Sandsteinkreuz mit den Namen der Gefallenen, flankiert von zwei als „Kranzhalter“ dienenden Haken aus rotem Sandstein in der Bruchstein-Rückwand. Die Anlage wurde nachträglich um drei, rechts neben dem Kreuz an der Rückwand angebrachte, hochrechteckige Sandsteinplatten mit den Namen der Gefallenen der Jahre 1939-1946 erweitert. | Angelegt in den dreißiger Jahren des zwanzigsten Jahrhunderts für die Gefallenen von 1914-1918.                                                                   | 26.11.1998              | 153 b           |
| weitere Bilder | Katholische Pfarrkirche St. Mariä Himmelfahrt                                                                               | Uedelhoven Kreuzstraße 24 Karte                                                                                                  | Nach Osten orientierte, an der Südseite zwei-, an der Nordseite dreiachsige, aus Bruchstein errichtete und verputzte Saalkirche mit Querhaus und gerade geschlossenem Chor; in der Westecke zwischen südlicher Langhauswand und Querhaus moderne Vorhalle und Taufkapelle. Vorgelagerter, dreigeschossiger Westturm mit spitzem, achtseitigem Helm. Hochaltar und Kanzel, Ende 18. Jahrhundert; Orgel und Gestühl, spätes 19. Jahrhundert. | Turm, im Kern wohl gotisch; Langhaus: 1711; Wiederherstellung von Dachstuhl und Glockenturm nach Brand: 1797; Erweiterung um Chor und Querhaus: 1939/40           | 15.07.1988              | 146             |
| Gnadenstuhl (in der kath. Pfarrkirche St. Mariä Himmelfahrt)                                                                | Gnadenstuhl (in der kath. Pfarrkirche St. Mariä Himmelfahrt)                                                                | Uedelhoven Kreuzstraße 24 Karte                                                                                                  | An der Ostwand des nördlichen Querhauses: Gnadenstuhl aus der Dreifaltigkeitskapelle (In den Eichen, Verlängerung): Ca. fünfzig cm hohe und siebzig cm breite, aus Holz im Hochrelief gearbeitete Darstellung des thronenden Gottvater mit dem auferstandenen Christus zur Rechten, über beiden die Taube als Sinnbild des hl. Geistes. | 18. Jahrhundert | 15.07.1988              | 145             |
| weitere Bilder | Prozessionskreuz | Uedelhoven Kreuzstraße 24; an der Kirchhofsmauer, links neben der Leichenhalle Karte                                             | Ca. zwei Meter hohes, aus Buntsandstein gearbeitetes Prozessionskreuz; auf einem von Voluten flankierten Pfeilerunterteil mit einer Puttenbüste ausladende Gesimsplatte, darauf rundbogig gerahmtes Vesperbild im Flachrelief besetzt mit einem Kelch, darüber glattes Kreuz mit fast vollplastischem Kruzifixus. | Zweite Hälfte 18. Jahrhundert | 15.07.1988              | 147             |
| weitere Bilder | Memorien-/Prozessionskreuz                                                                                                  | Uedelhoven Kreuzstraße 26, vor dem Ostgiebel Karte                                                                               | Ca. vier Meter hohes Buntsandsteinkreuz; auf großer, zweistufiger Sockelplatte Pfeilerschaft mit gotisierendem Maßwerkdekor und Inschrift; darüber auf ausladender Gesimsplatte, von Pilastern flankierte Sakramentsnische, besetzt mit einem Kelch und einem glatten Kreuz mit fast vollplastischem Kruzifixus. | Inschriftlich datiert: 1838 | 15.07.1988              | 150             |
| weitere Bilder | Ehemaliges Pfarrhaus | Uedelhoven Kreuzstraße 28 Karte                                                                                                  | Repräsentatives, barockes, giebelständiges, zweigeschossiges, von der dreiachsigen rechten Traufseite erschlossenes, aus Bruchstein errichtetes und verputztes Wohnhaus mit Krüppelwalmdach; der zweiachsige, straßenseitige Giebel mit rundbogigem Kellerzugang; alle Öffnungen mit Werksteingewänden, Stichbogen und Falz. | Inschriftlich datiert: 1807 | 15.07.1988              | 151             |
| weitere Bilder | Bildstock „Hl. Familie“ | Uedelhoven Kreuzstraße 28; ehemaliges Pfarrhaus; vor der Südwestecke Karte                                                       | Erneuerter Bildstock aus Buntsandstein mit alter, geschwungener Abdeckung. In der stichbogigen Figurennische alte, verwitterte Reliefplatte mit der Darstellung der hl. Familie. | Reliefplatte: 18. Jahrhundert (?) | 05.06.1997              | 153 a           |
| weitere Bilder | Wohnhaus, Rest einer Winkelhofanlage                                                                                        | Uedelhoven Kreuzstraße 29 Karte                                                                                                  | Traufenständiges, zweigeschossiges, dreiachsiges, verputztes, von der rückwärtigen Traufseite erschlossenes Bruchsteinwohnhaus mit Krüppelwalmdach; sämtliche Öffnungen mit stichbogigen Werksteingewänden mit Falz; am linken Giebel rundbogiger Kellerzugang. | Inschriftlich datiert: 1795 | 10.11.1987              | 10              |
| weitere Bilder | Antoniuskapelle | Uedelhoven Kreuzstraße Verlängerung nach W / K46 Karte                                                                           | Kleine, nach Westen orientierte, aus Bruchstein errichtete und rau verputzte, dreiseitig geschlossene Wegekapelle mit hohem, spitzbogigem, sandsteingerahmtem Eingang mit der originalen Metalltür und schiefergedecktem Satteldach; spitztonnengewölbter Innenraum; auf glattem Tischsockel Figur des hl. Antonius in der Art des 19. Jahrhunderts. | 19. Jahrhundert | 15.07.1988              | 153             |
| | Grenzstein | Uedelhoven | Gemarkung Uedelhoven, Flur 28, Flurstück 1 | | 15.11.2001              | 198             |
| Wegekreuz | Wegekreuz | Waldorf Ahrmühlenweg 6 Karte | Qualitätvolles, ca. zwei Meter hohes Wegekreuz aus Buntsandstein. Auf einer grob behauenen Sockelplatte sich leicht verjüngender Kreuzespfeiler mit Akanthusblattmotiv und Inschrift auf der Vorderseite; auf einer ausladenden Abdeckung fast vollplastische Kreuzigungsgruppe mit kniender Stifterfigur. | Inschriftlich datiert: 1675 | 31.10.1988              | 185             |
| Wohnhaus, Rest eines Wohn-Stallhauses                                                                                       | Wohnhaus, Rest eines Wohn-Stallhauses                                                                                       | Waldorf Waldorfstraße 1 Karte | Traufenständiges, über hohem Sockelgeschoss zweigeschossiges, von der Traufseite erschlossenes, aus Bruchstein errichtetes und verputztes Wohnhaus mit Satteldach; der zweiachsige, linke Giebel mit rundbogigem Kellerzugang; alle Öffnungen mit Werksteingewänden, Stichbogen und Falz. Der ursprünglich rechts anschließende Wirtschaftstrakt wurde entfernt. | Zweite Hälfte 18. Jahrhundert | 31.10.1988              | 186             |
| Wohnhaus, Rest einer ehemaligen Hofanlage                                                                                   | Wohnhaus, Rest einer ehemaligen Hofanlage                                                                                   | Waldorf Waldorfstraße 33 Karte                                                                                                   | Traufenständiges, über hohem Sockelgeschoss mit rundbogigen Kellereingängen zweigeschossiges, von der Traufseite erschlossenes, aus Bruchstein errichtetes und verputztes Wohnhaus mit Satteldach; Wirtschaftsgebäude erneuert. | 17./18. Jahrhundert | 31.10.1988              | 187             |
| Kath. Kapelle St. Dionysius                                                                                                 | Kath. Kapelle St. Dionysius                                                                                                 | Waldorf Waldorfstraße 38 Karte                                                                                                   | Kleine, nach Osten orientierte, zweijochige, aus Bruchstein errichtete und verputzte Saalkirche mit einem quadratischen, gerade geschlossenen Chor und einem breiten, heute nur noch zweigeschossigen, im Erdgeschoss kreuzrippengewölbten Westturm mit originaler steinerner Spindeltreppe, modernem Satteldach und darauf einem vierseitigen Dachreiter. Kreuzrippengewölbter Kirchenraum mit niedrigem, fast rundbogigem Triumphbogen zum Chor und neuen rundbogigen Öffnungen zu den modernen Seitenschiffen; drei farbig gefasste Barockaltäre, 17. Jahrhundert. | Turm und Schiff: 15. Jahrhundert; Seitenschiffe: 1970/71. | 15.07.1988              | 158             |

## Abgegangene Baudenkmäler
| Bild               | Bezeichnung        | Lage                               | Beschreibung                                | Bauzeit         | Eingetragen seit | Denkmal- nummer |
| ------------------ | ------------------ | ---------------------------------- | ------------------------------------------- | --------------- | ---------------- | --------------- |
| Hofanlage          | Hofanlage          | Freilingen Industriestraße 4 Karte | gelöscht am 7. September 2000; abgebrochen. | 1826            | 31.10.1988       | 180             |
| Fachwerk-Hofanlage | Fachwerk-Hofanlage | Reetz Langenbusch 10 a Karte       | abgebrochen                                 | 17. Jahrhundert | 15.07.1988       | 123             |
| BW                 | Hofanlage          | Ripsdorf Kirchstraße 2 Karte       | abgebrochen                                 |                 | 15.07.1988       | 132             |
| Hofanlage          | Hofanlage          | Rohr Lieselsweg 1 Karte            | abgängig                                    |                 | 15.07.1988       | 141             |